# Biserica reformată din Petrindu

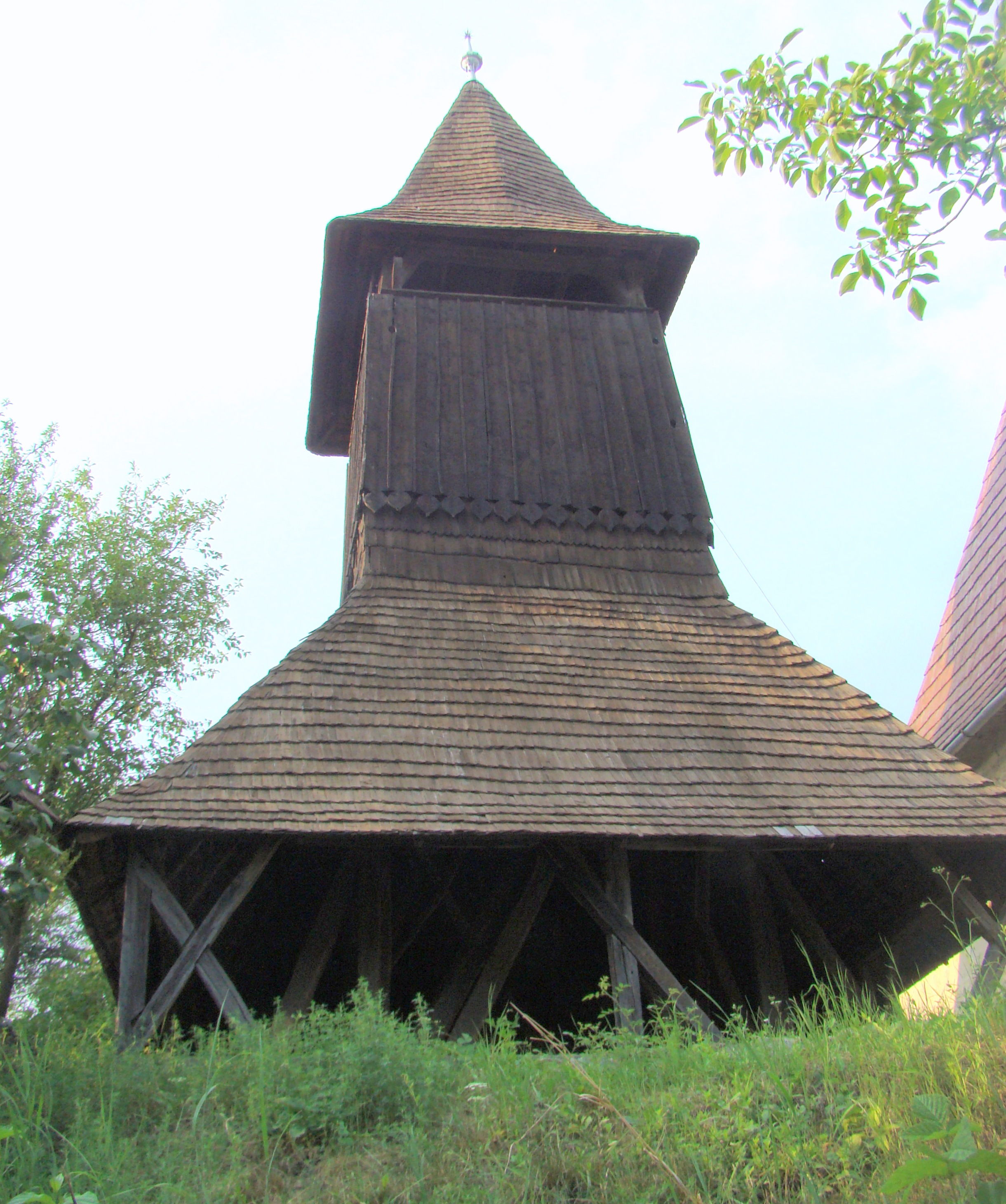
Clopotniţa de lemn (secolul XVIII)

Biserica reformată din Petrindu este un ansamblu de monumente istorice aflat pe teritoriul satului Petrindu, comuna Cuzăplac. În Repertoriul Arheologic Național, monumentul apare cu codul: 140912.01
Ansamblul este format din două monumente:
- Biserica reformată (cod LMI SJ-II-m-B-05093.01)
- Turn-clopotniță din lemn (cod LMI SJ-II-m-B-05093.02)

## Localitatea
Petrindu (în maghiară Nagypetri) este un sat în comuna Cuzăplac din județul Sălaj, Transilvania, România. Prima atestare documentară a localității este din anul 1370, când satul apare sub numele de possessiones ambe Petri.

## Biserica
Biserica reformată a localității Petrindu a fost construită în secolul XIII. Edificiul a fost ridicat în panta abruptă a dealului și îmbină trăsături ale stilului romanic (cum sunt ferestrele cu ancadramente semicirculare) cu cel gotic (contraforturile). Cele 54 casete de lemn ce decorează tavanul navei au fost realizate în anul 1713 de Zilahi Asztalos János. Cele 13 casete montate în completare, pe suprafața rezultată în urma măririi bisericii din anul 1779, sunt opera lui Lorenz Umling cel Batrân. Tot el a realizat și coronamentul amvonului în anul 1770. În 1780 fiul lui cel mare a pictat cele 14 casete de pe parapetul corului băieților. Turnul clopotniță, acoperit cu șindrilă, se află în grădina bisericii, fiind construit în secolul XVIII. Poarta de lemn a bisericii a fost sculptată în 1855.

## Vezi și
- Petrindu, Sălaj

## Imagini din exterior

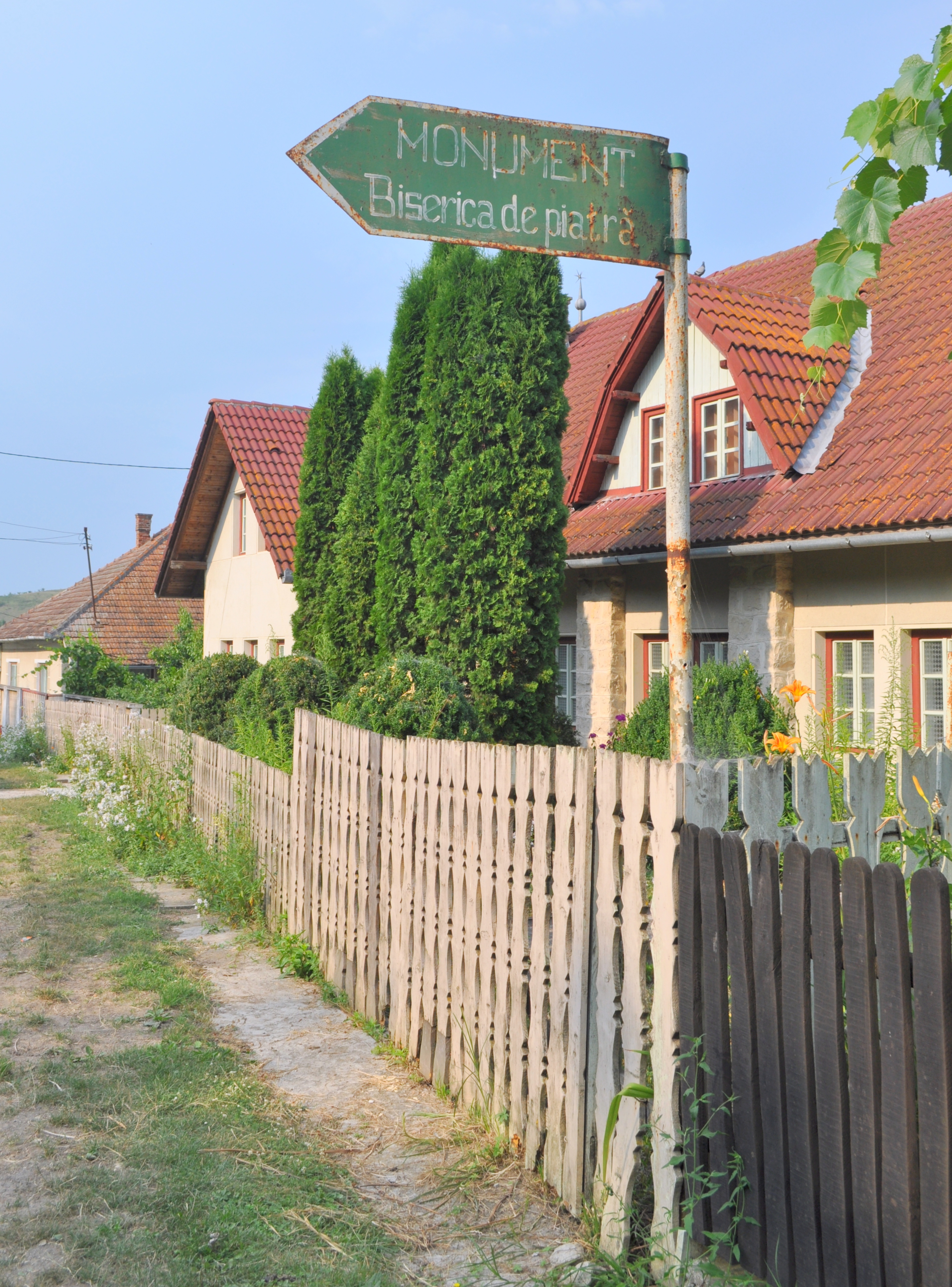
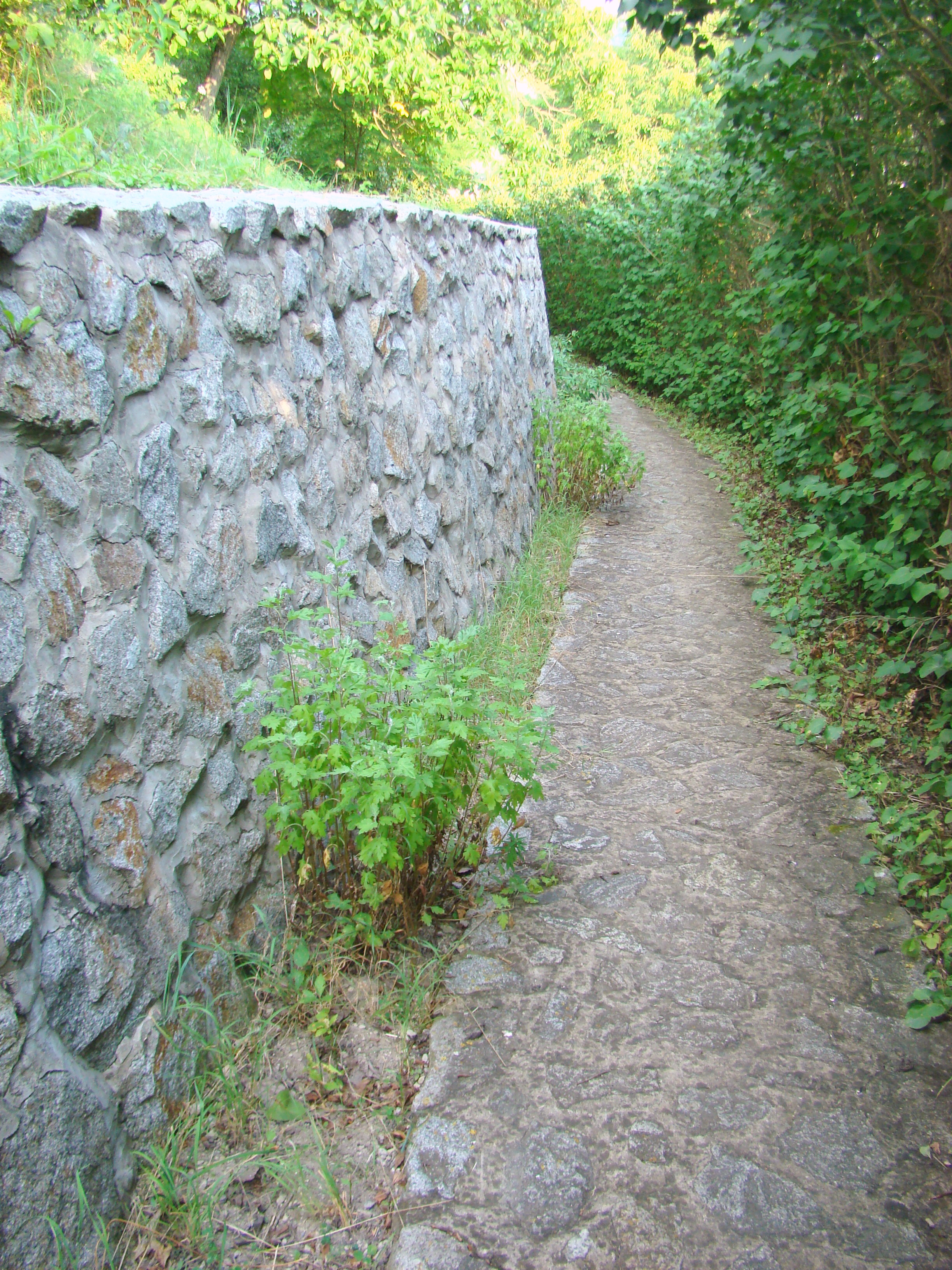
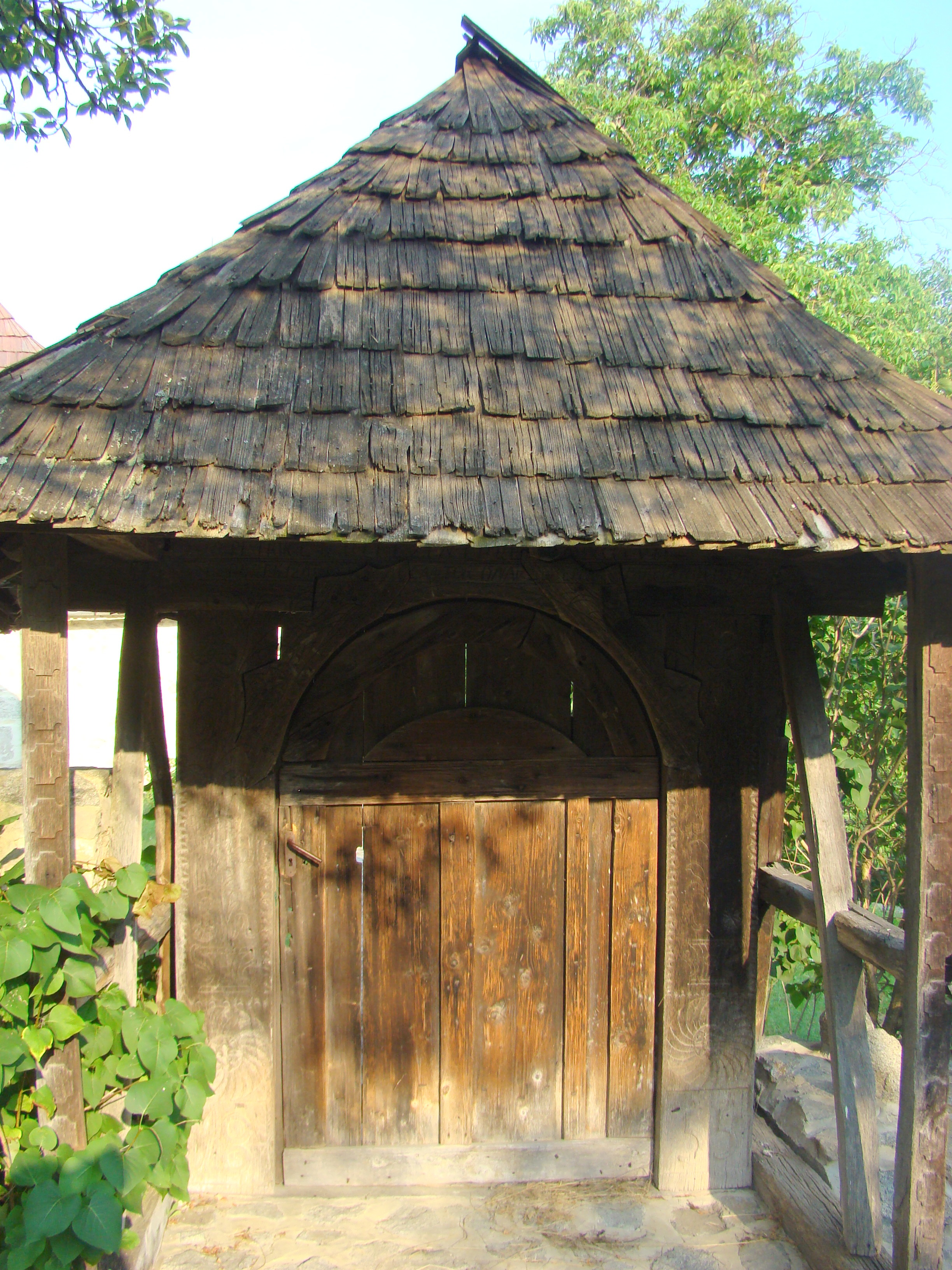
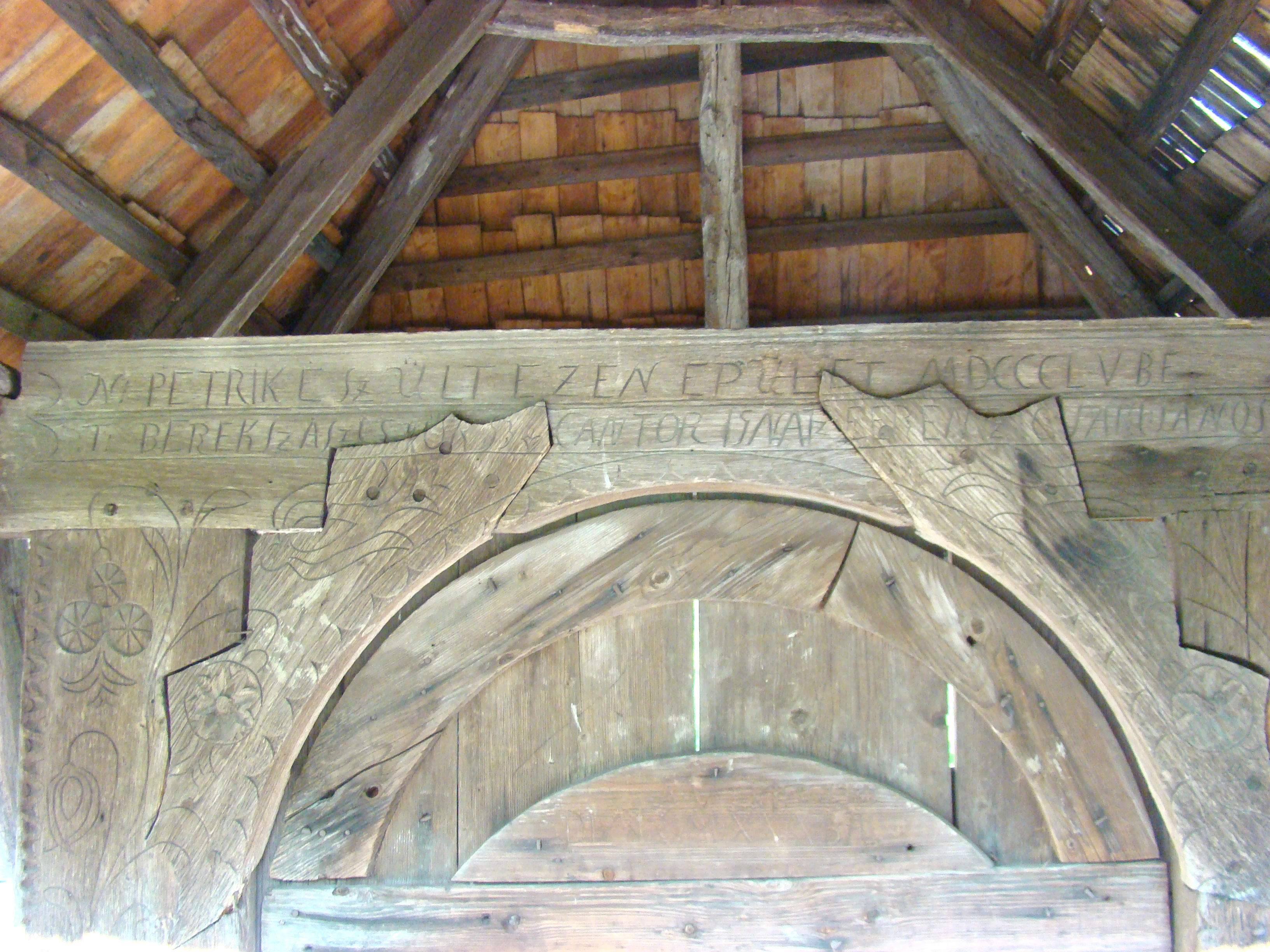
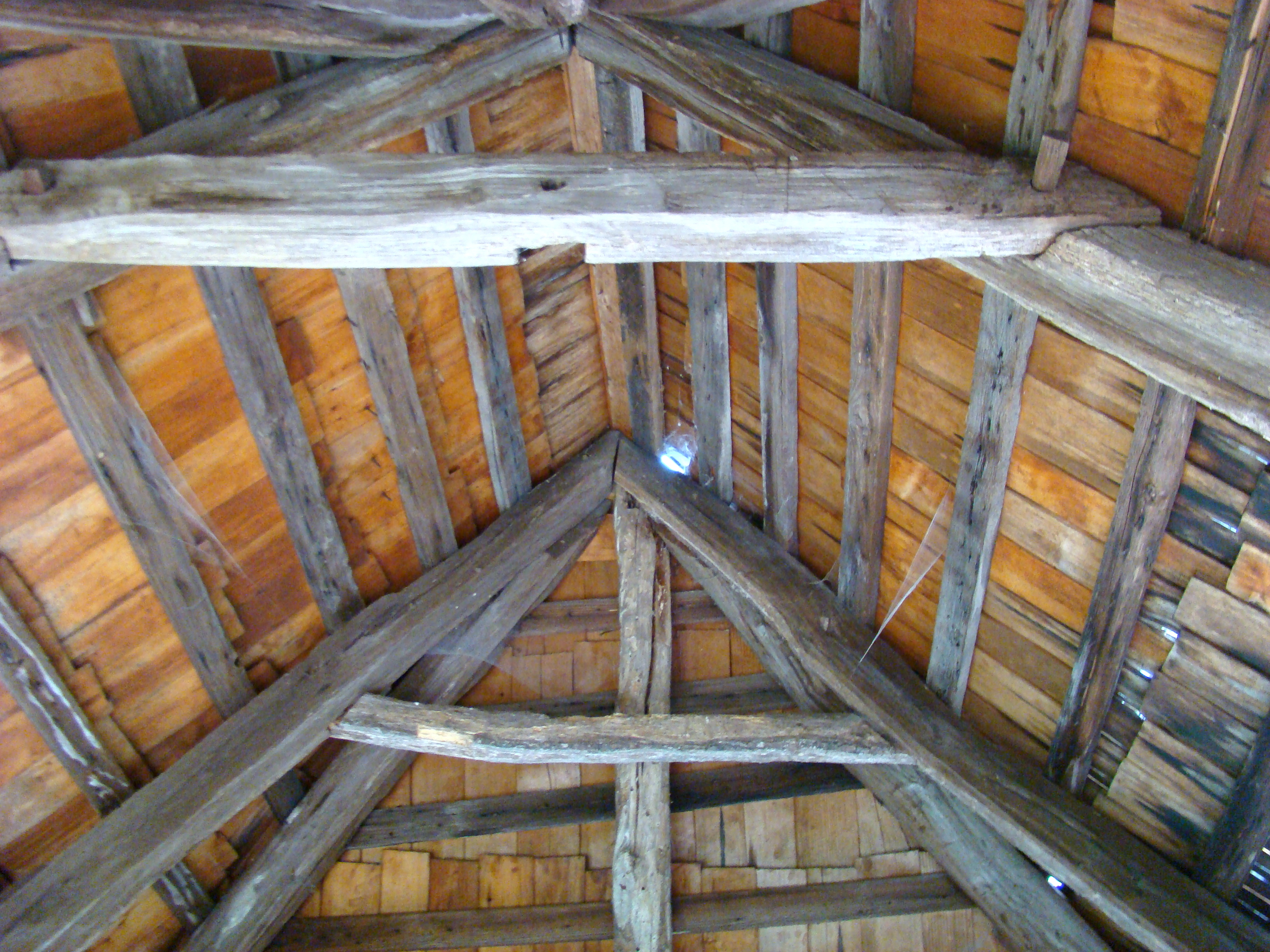
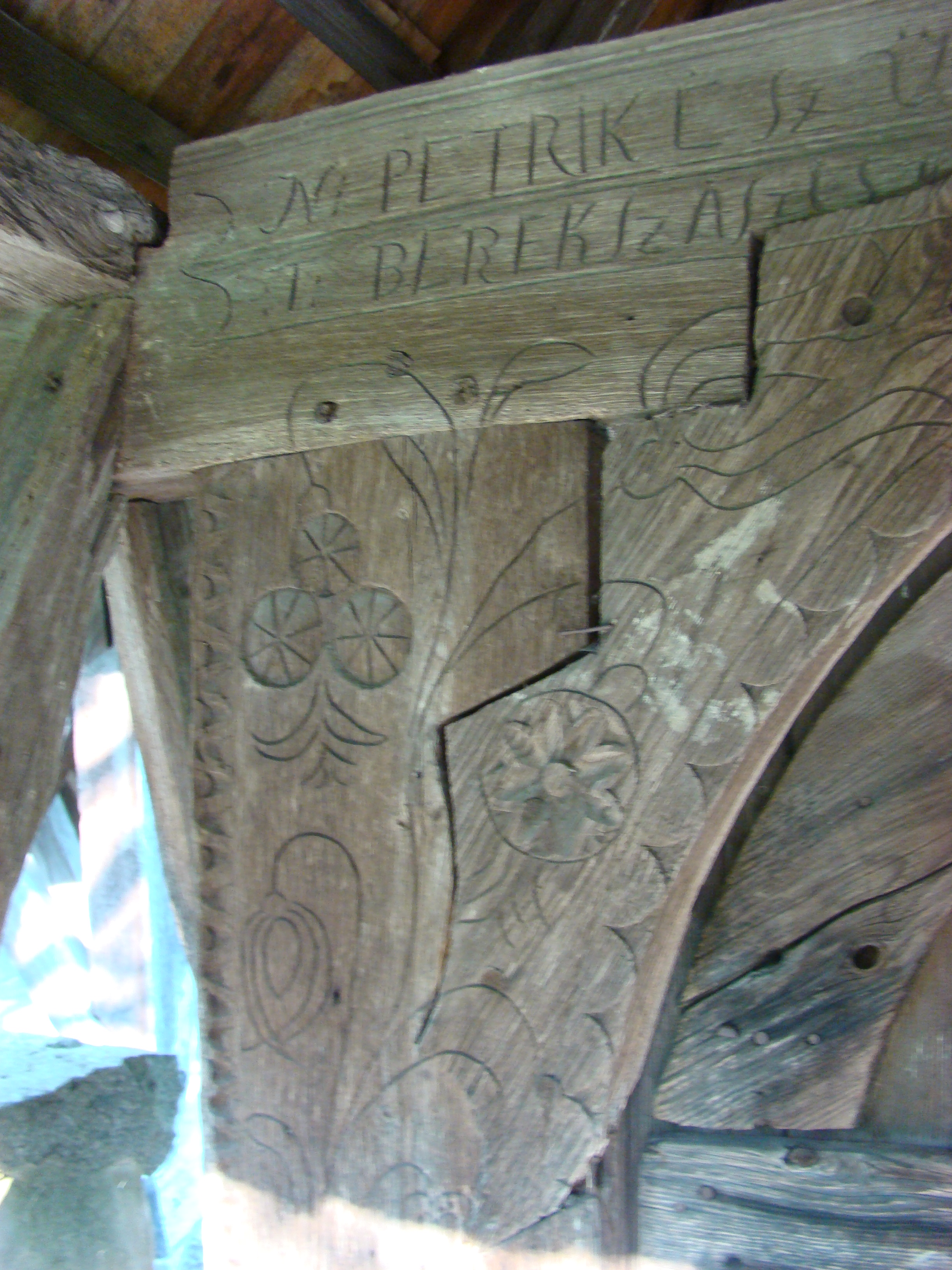
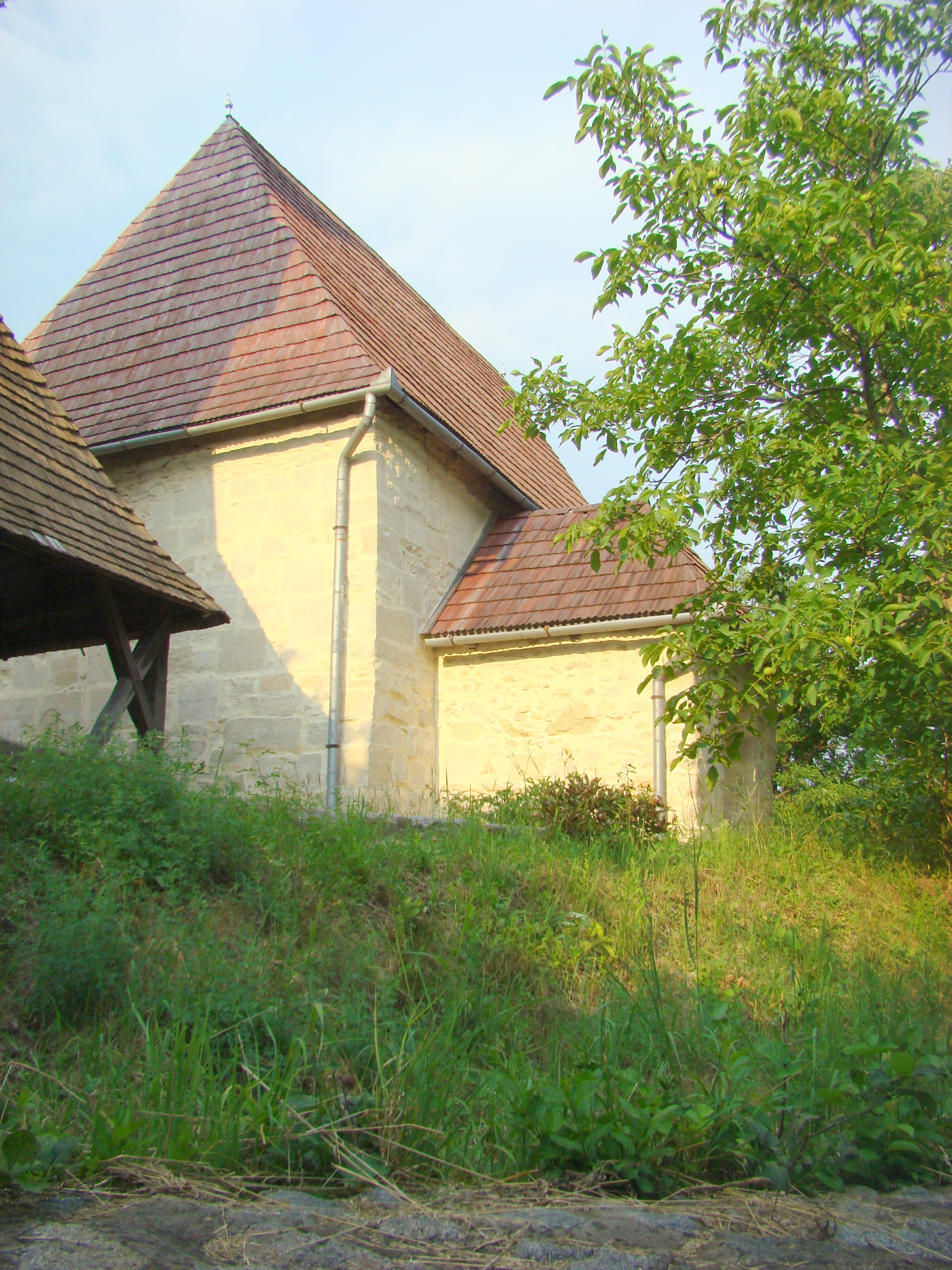
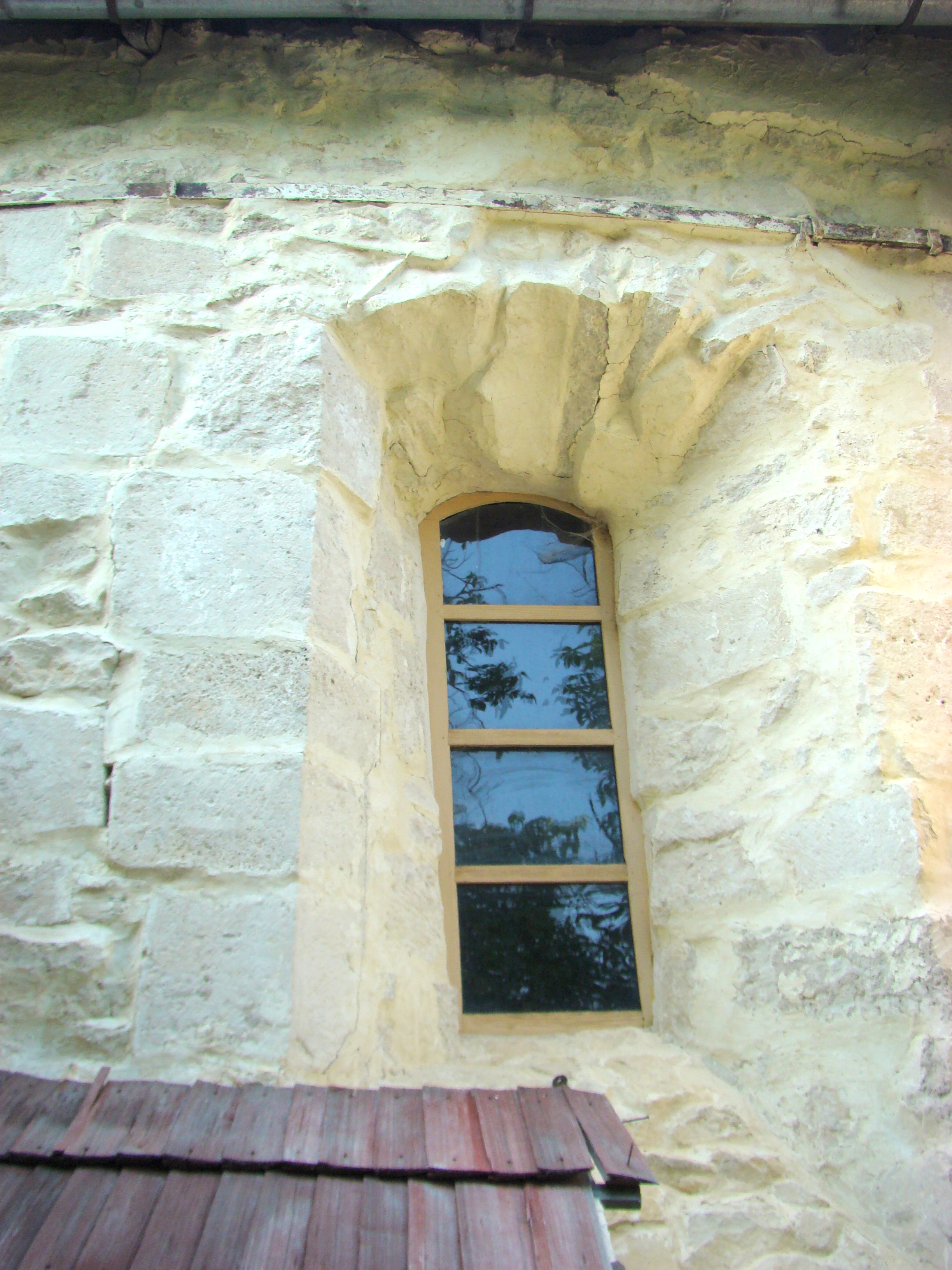
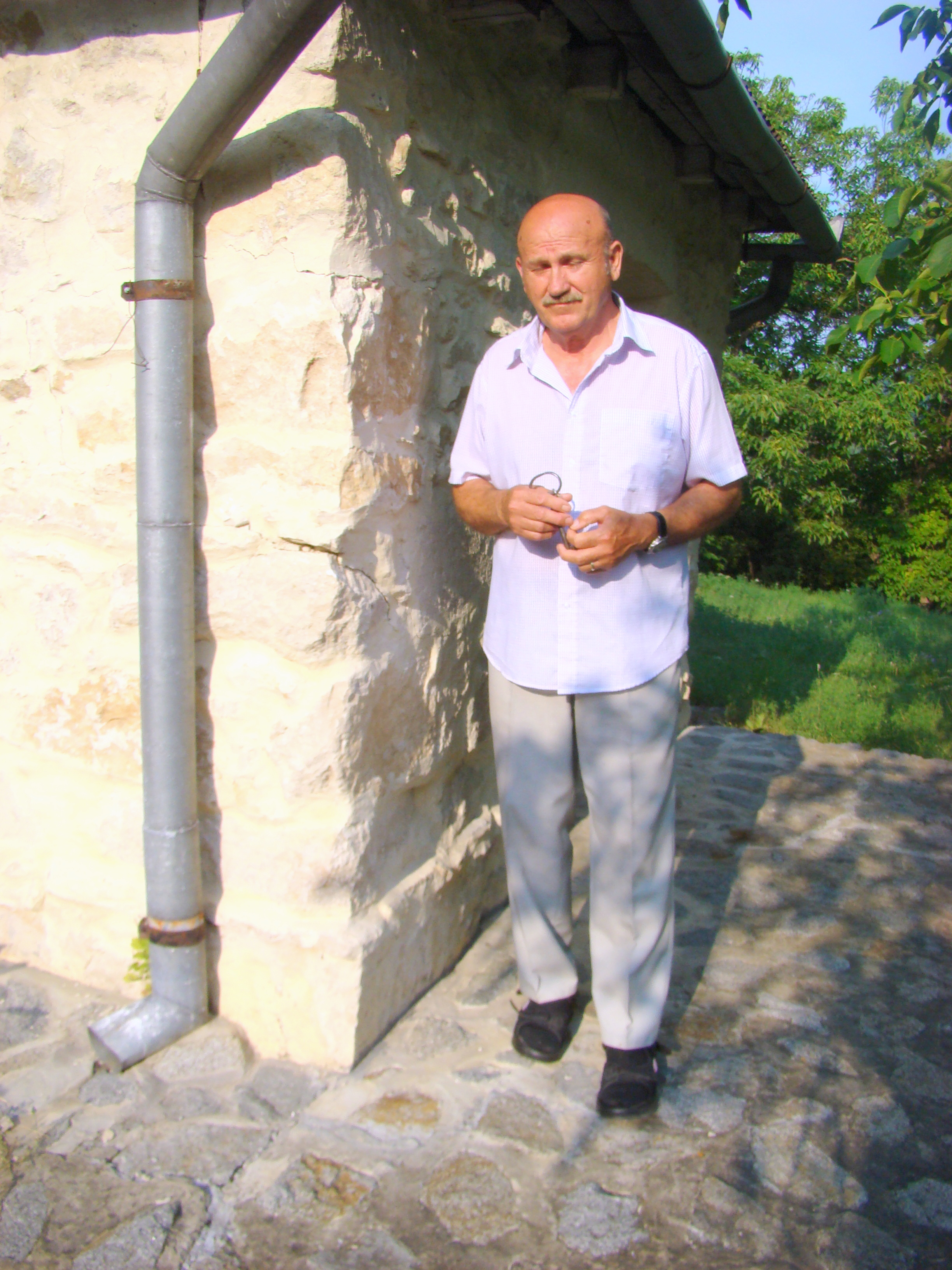
Pastorul reformat din satul Petrindu; comuna Cuzăplac: Körösi László
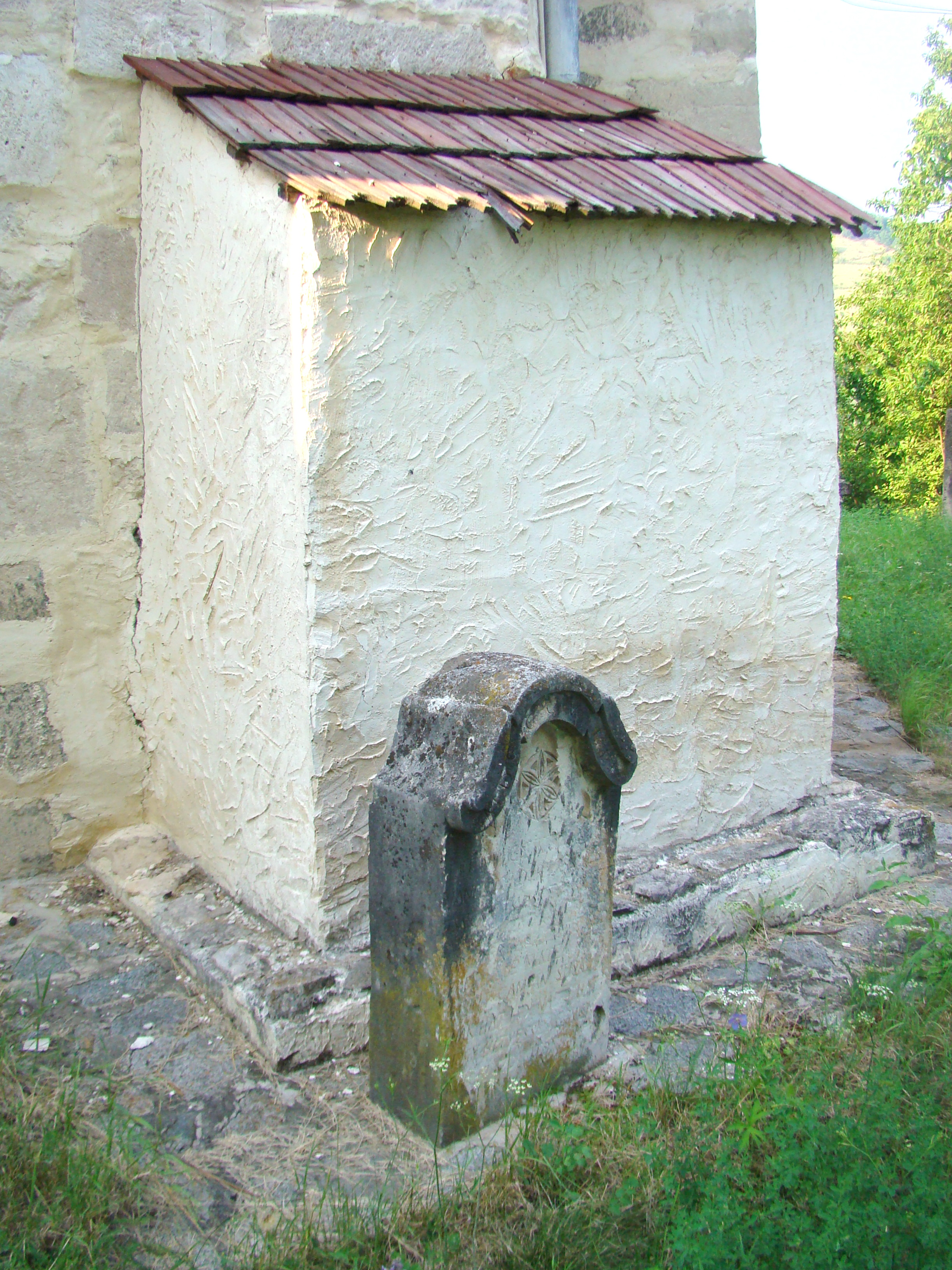
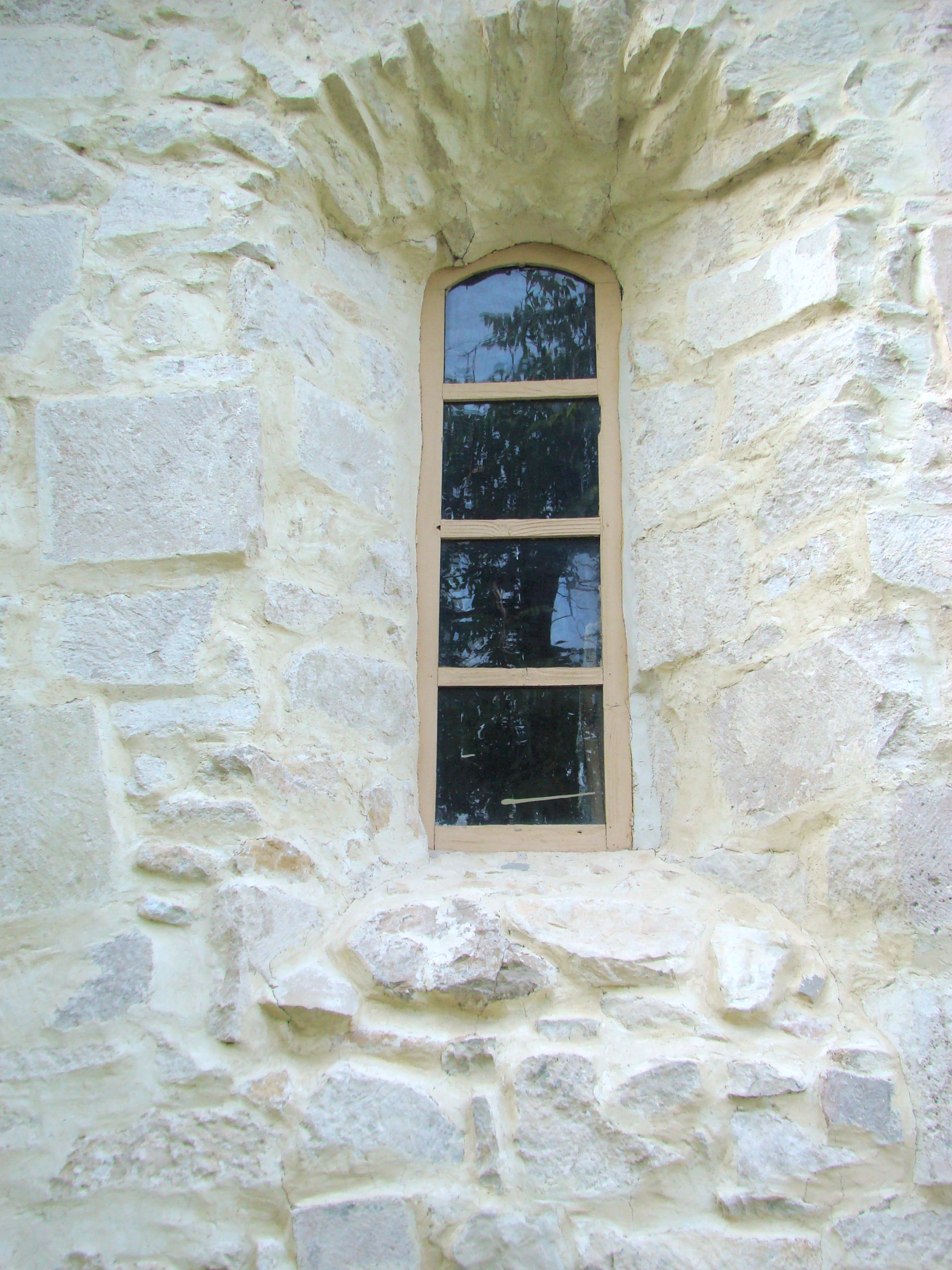
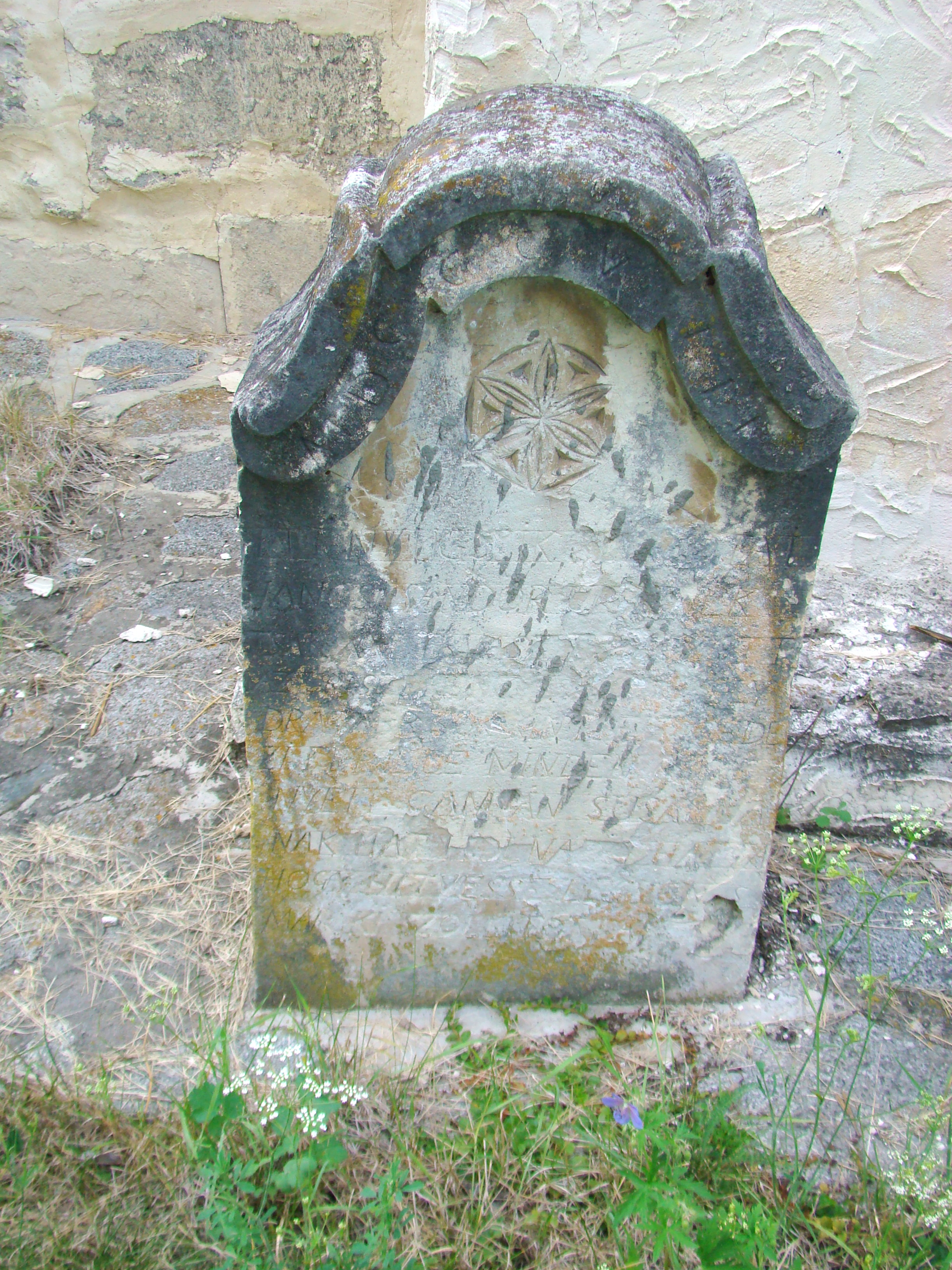
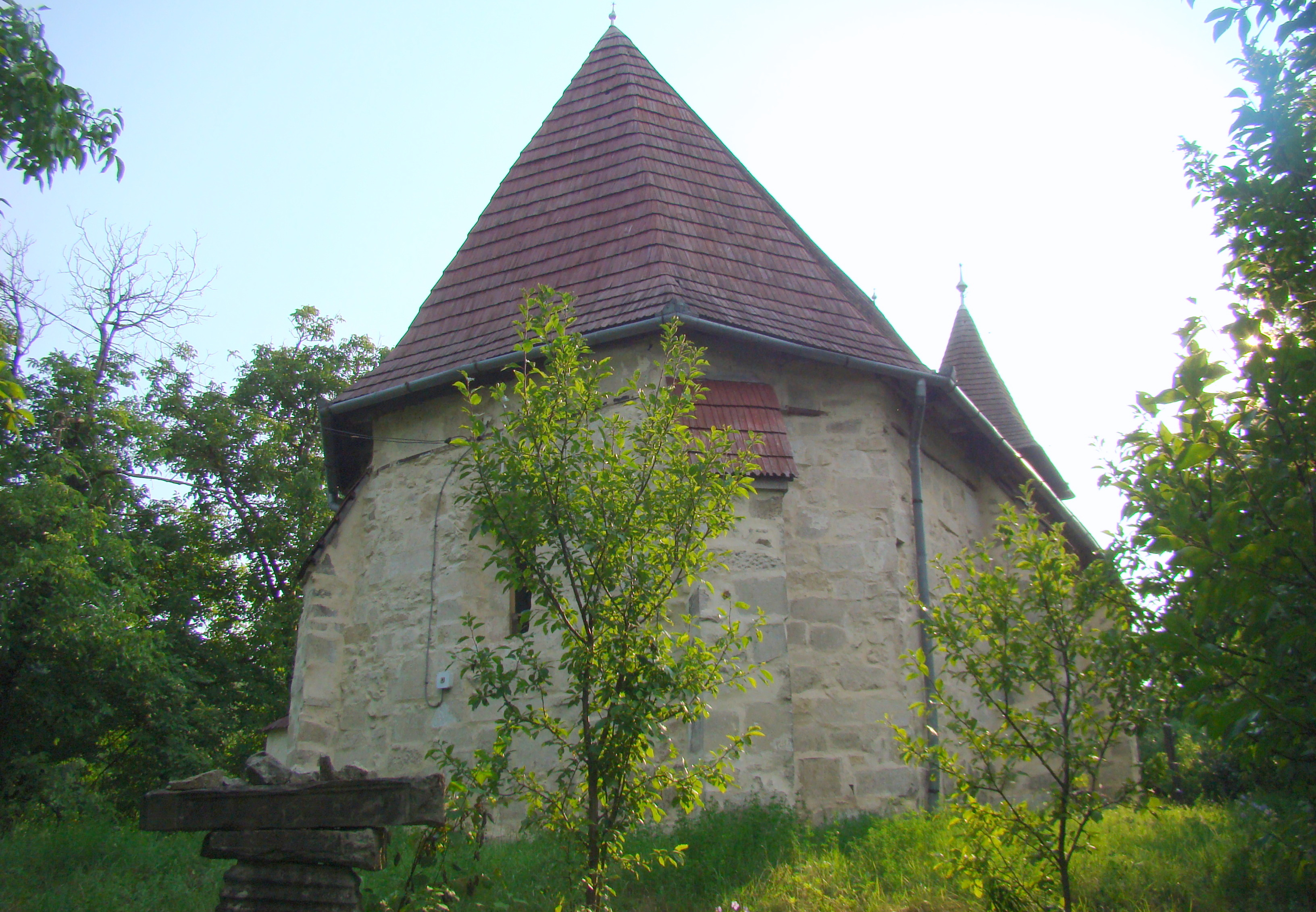
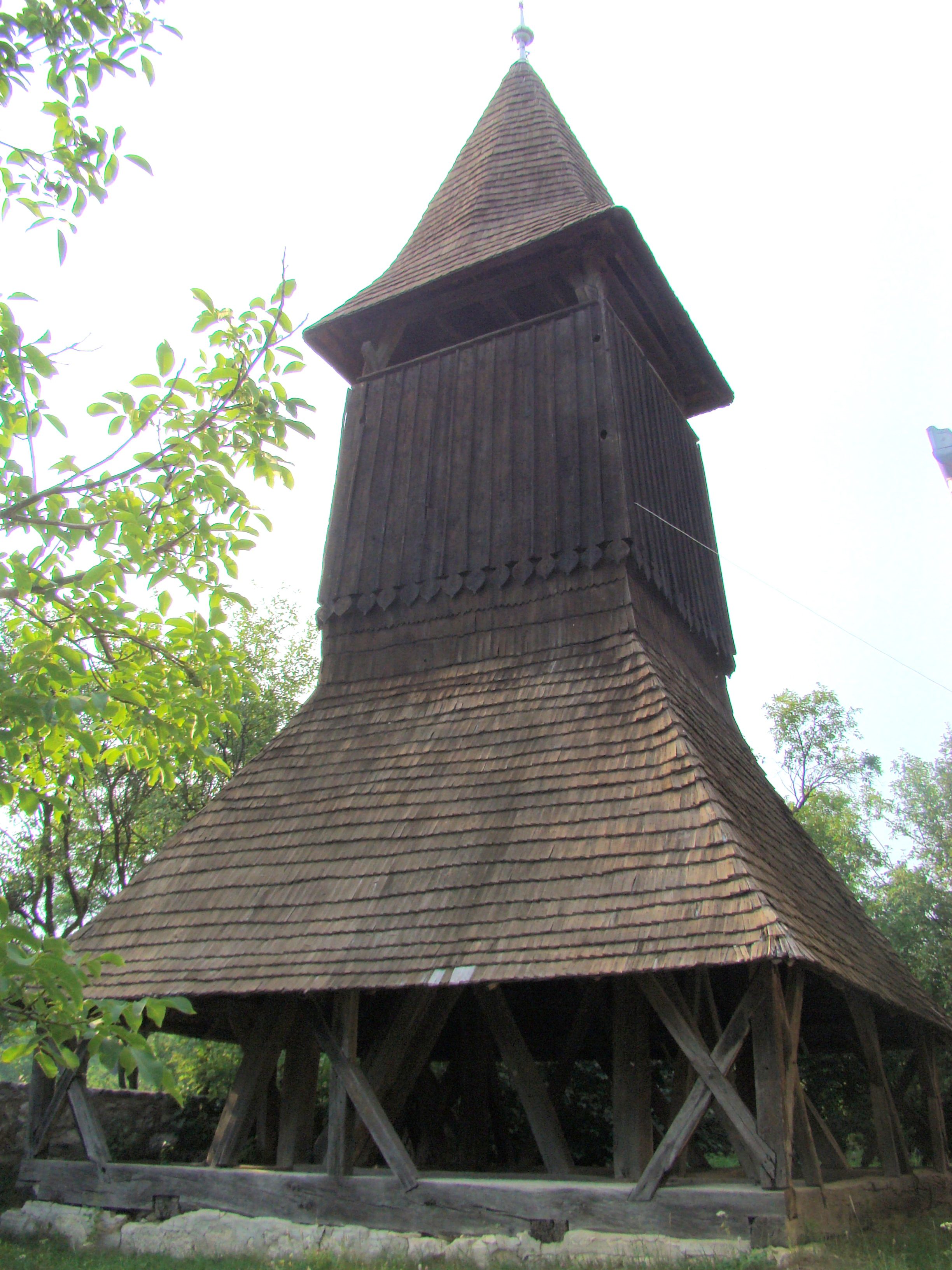
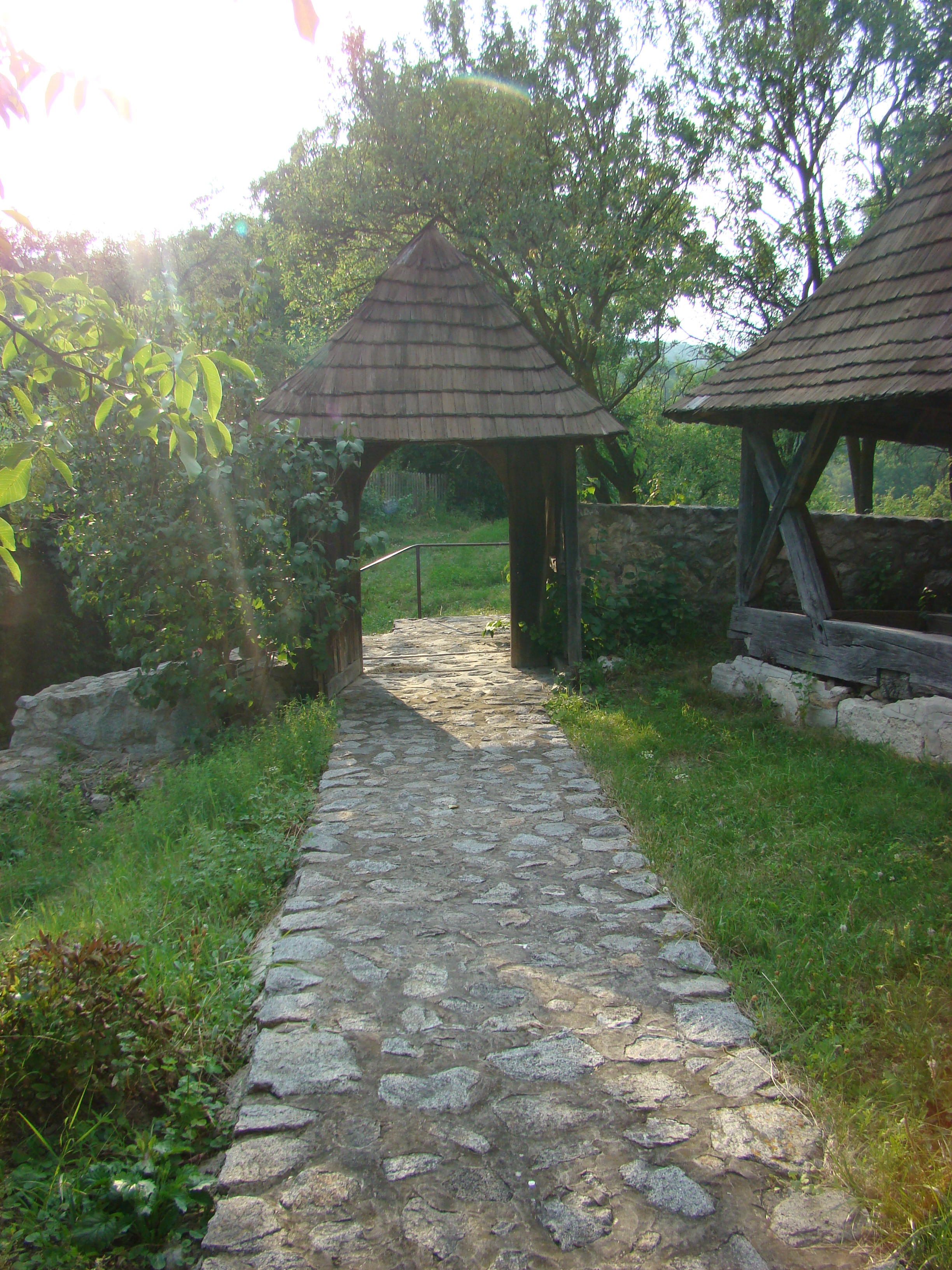

## Imagini din interior

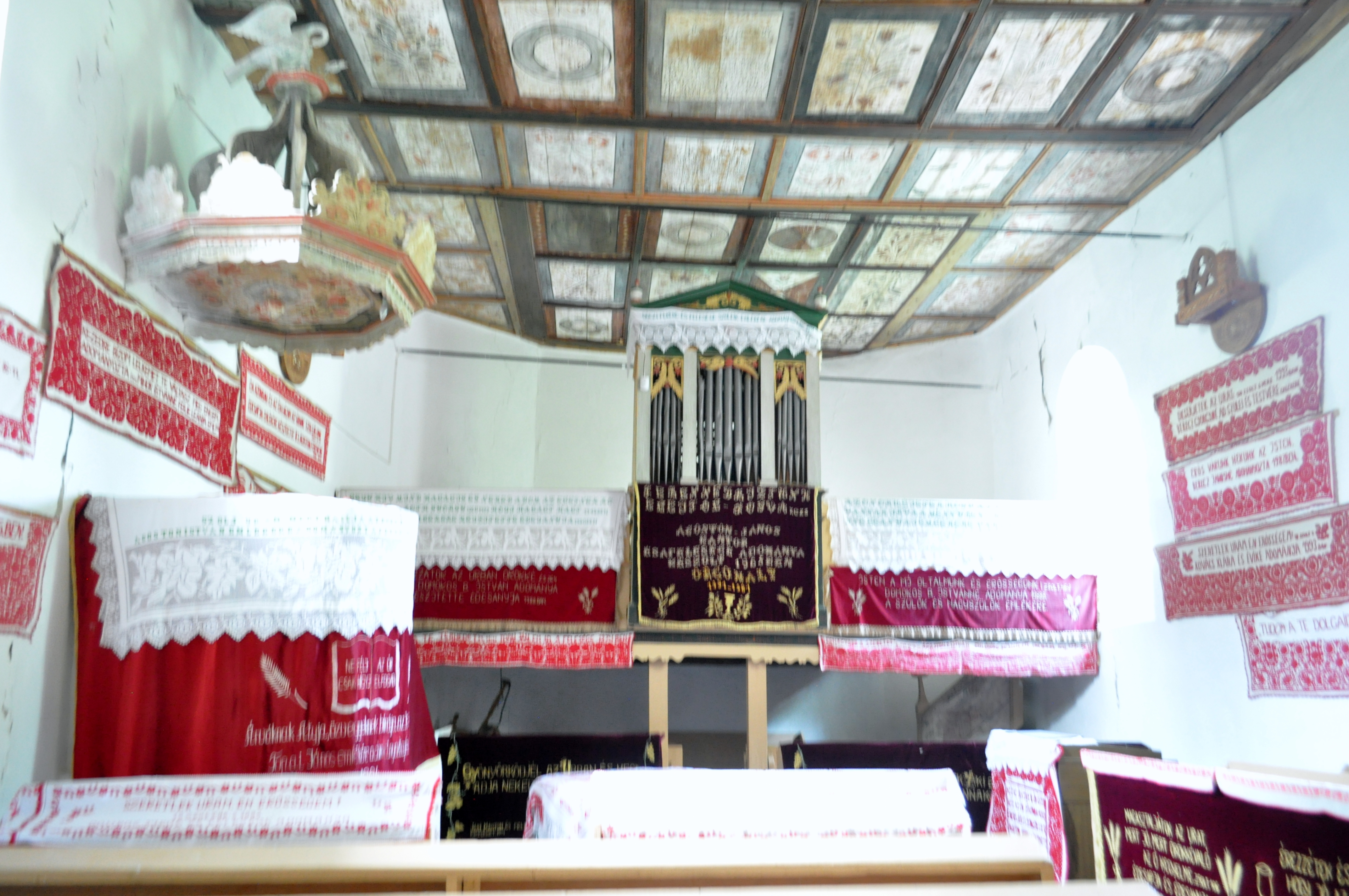
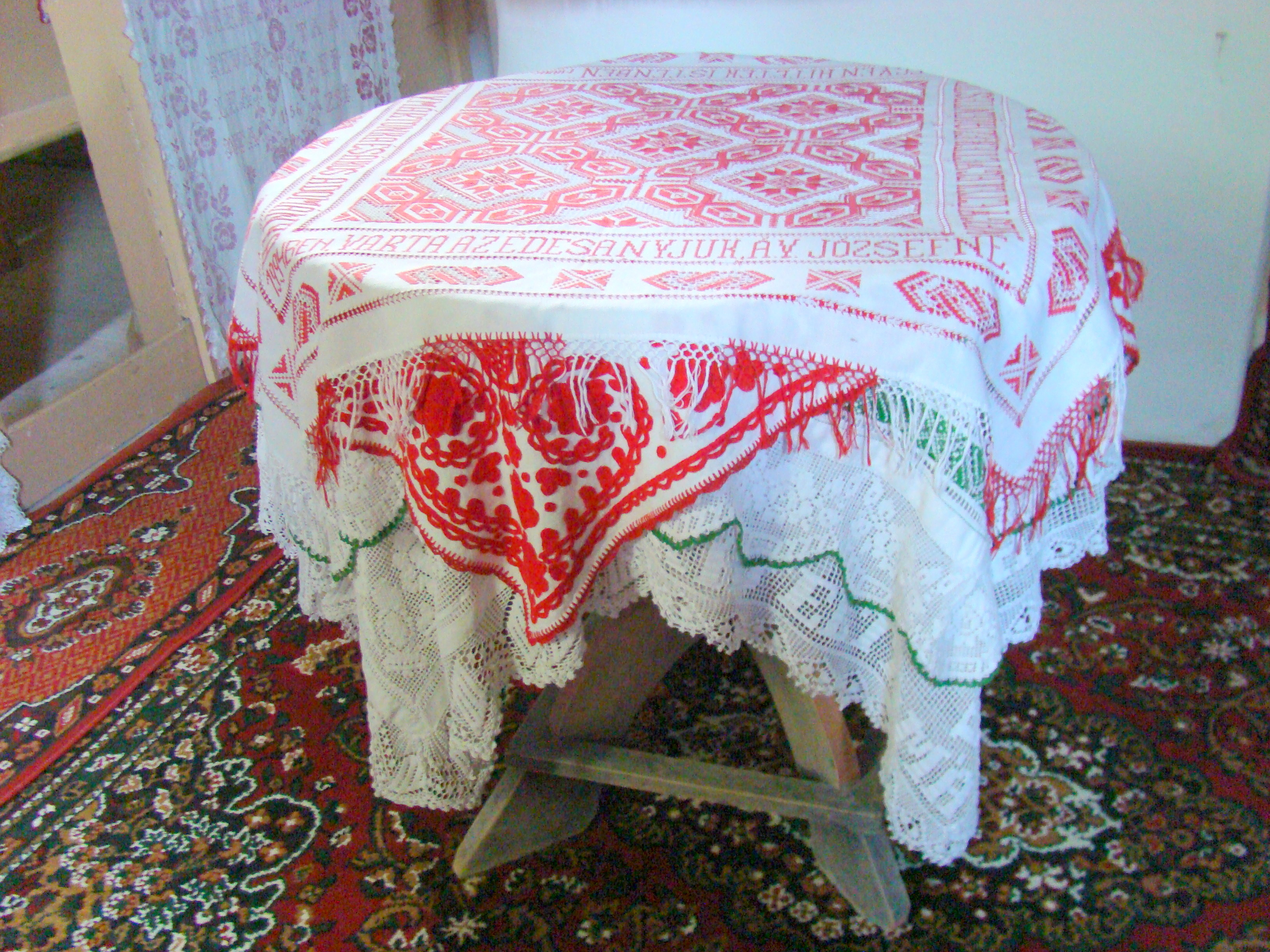
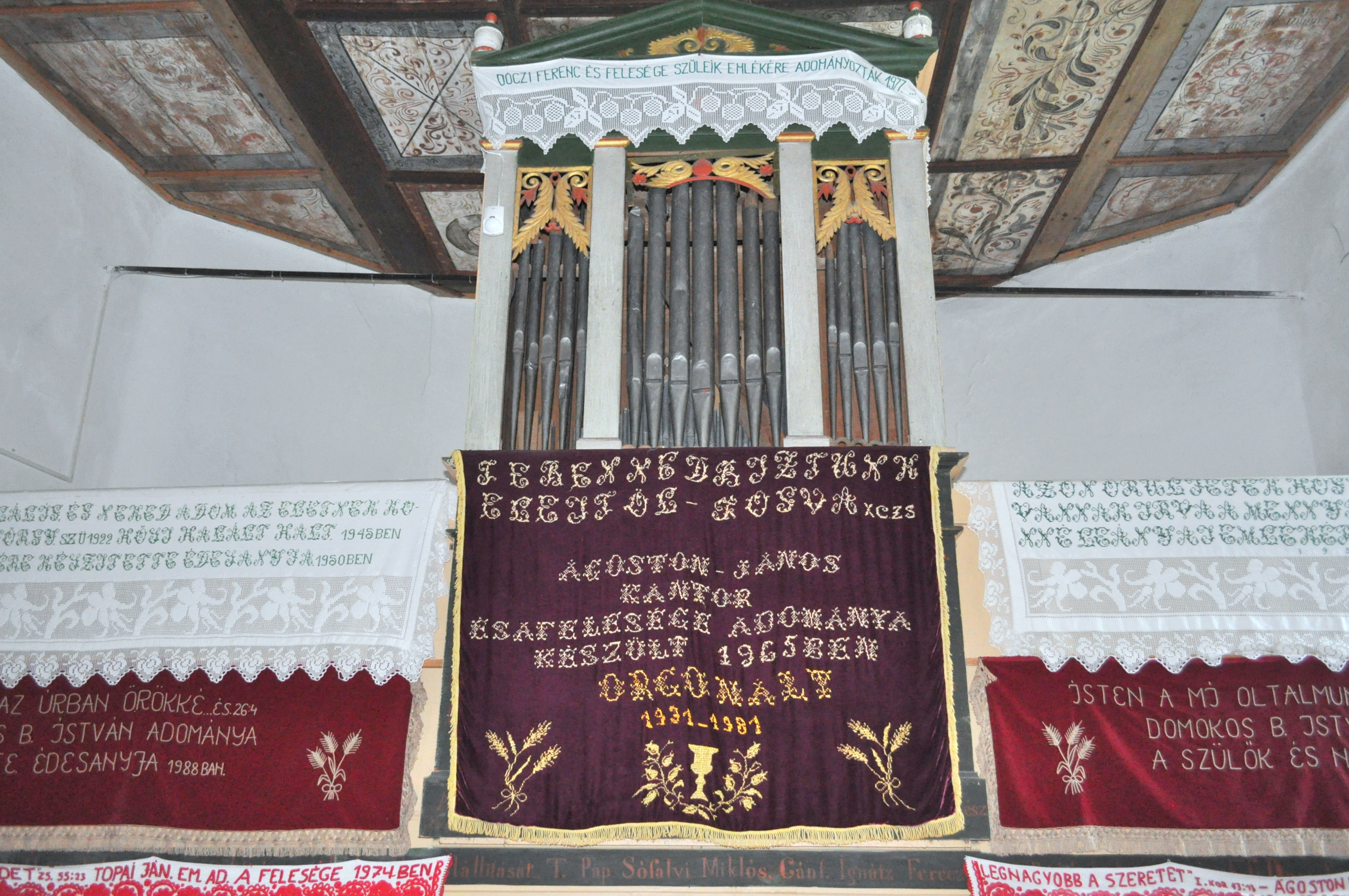
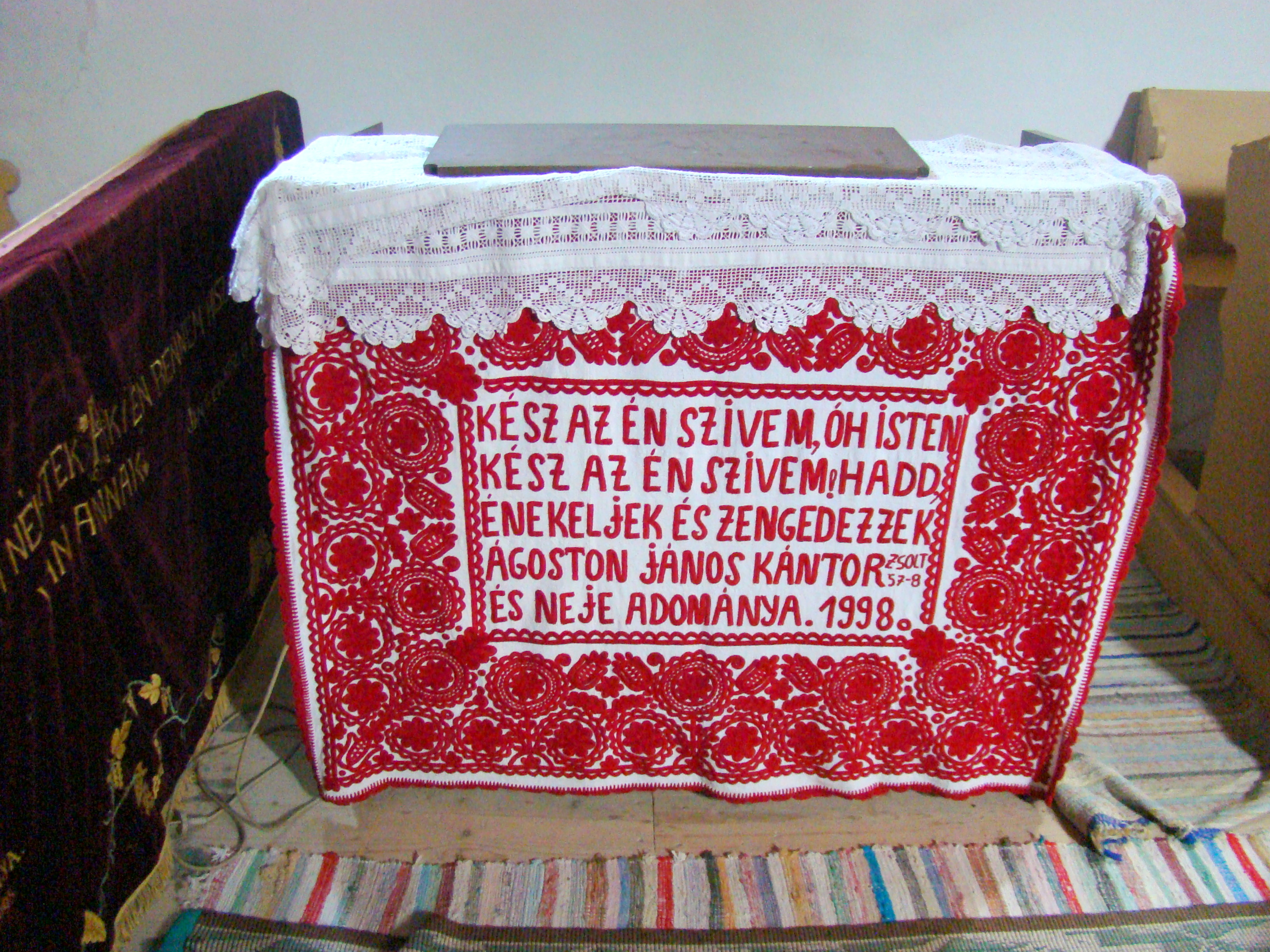
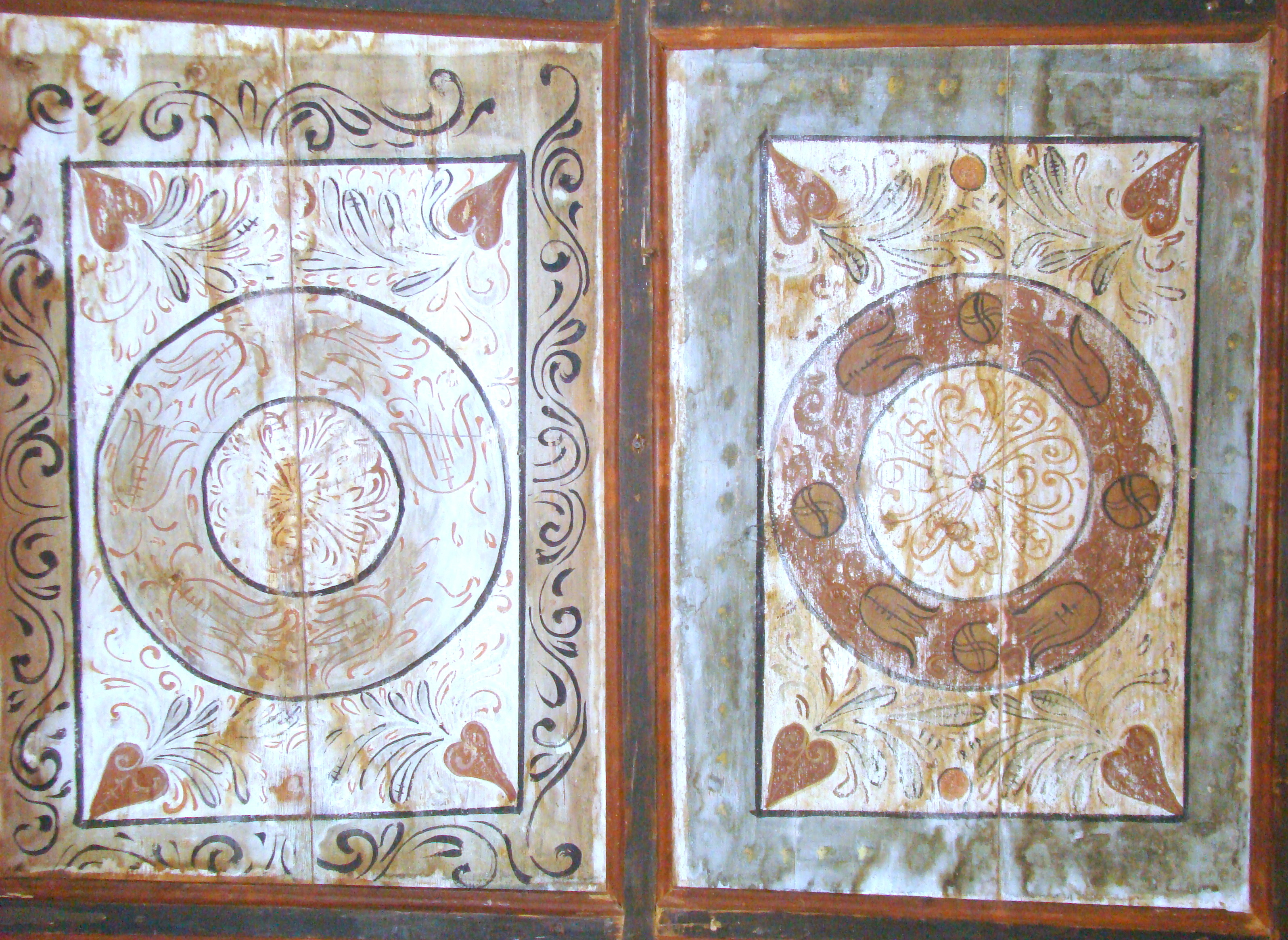
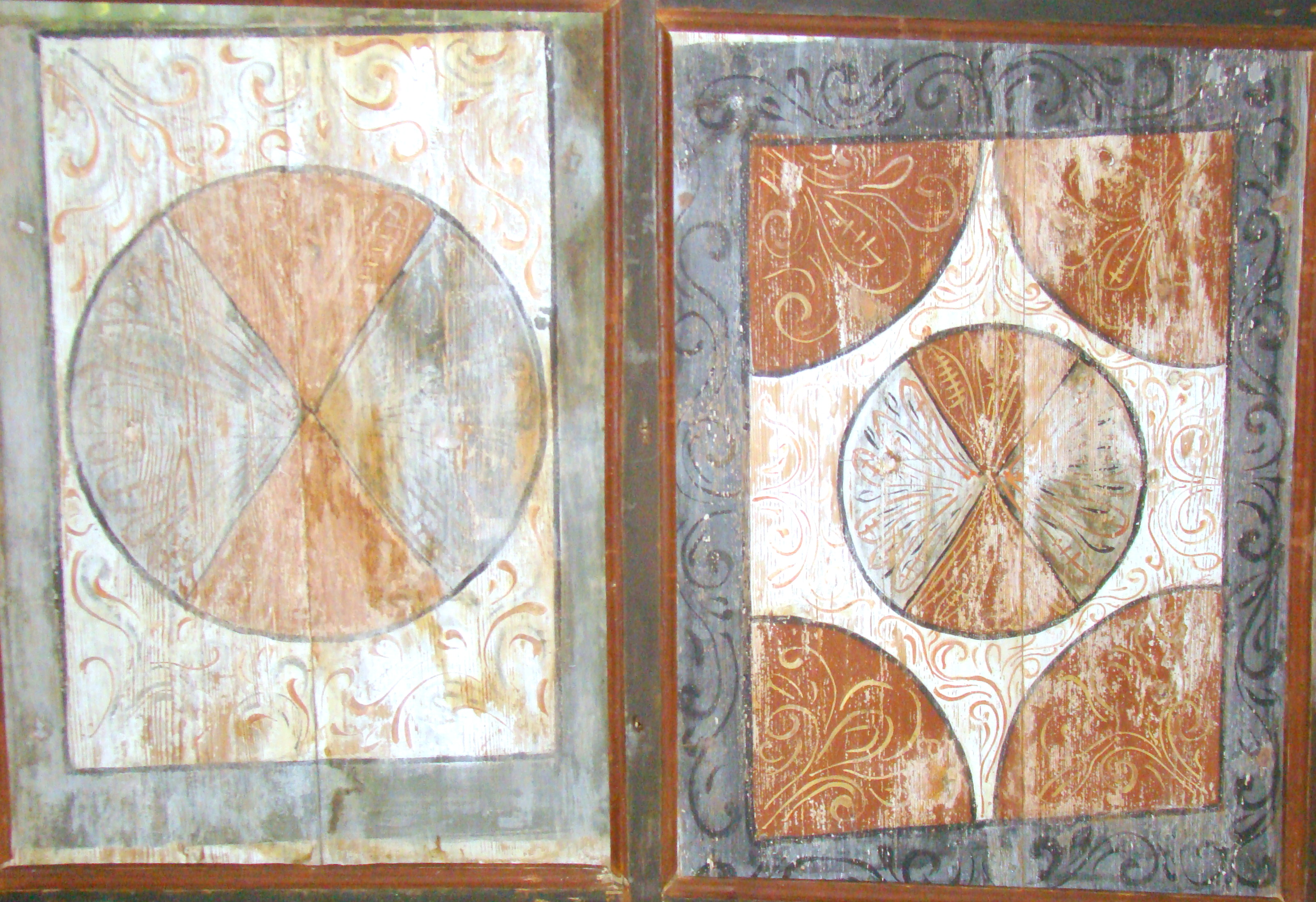
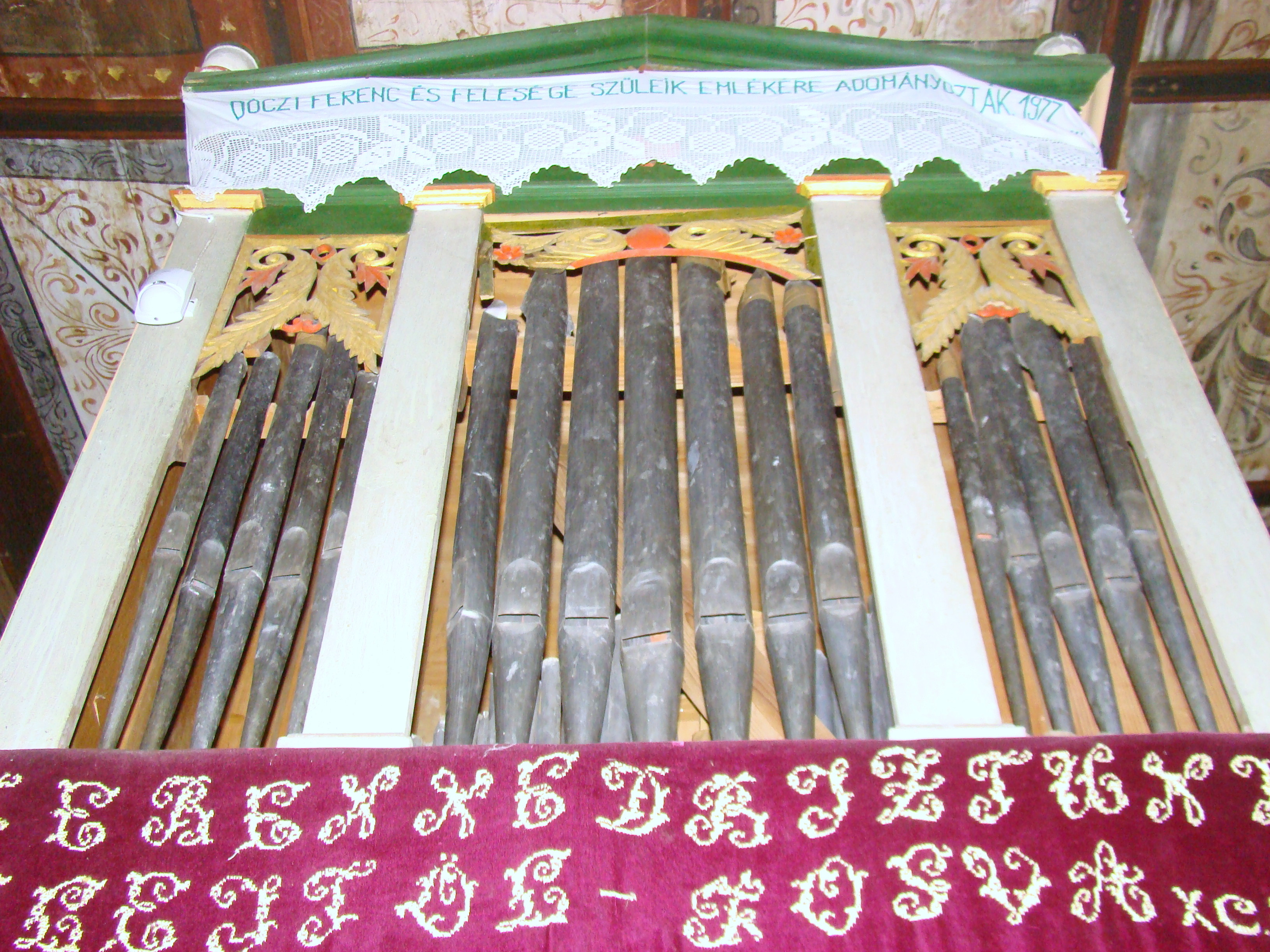
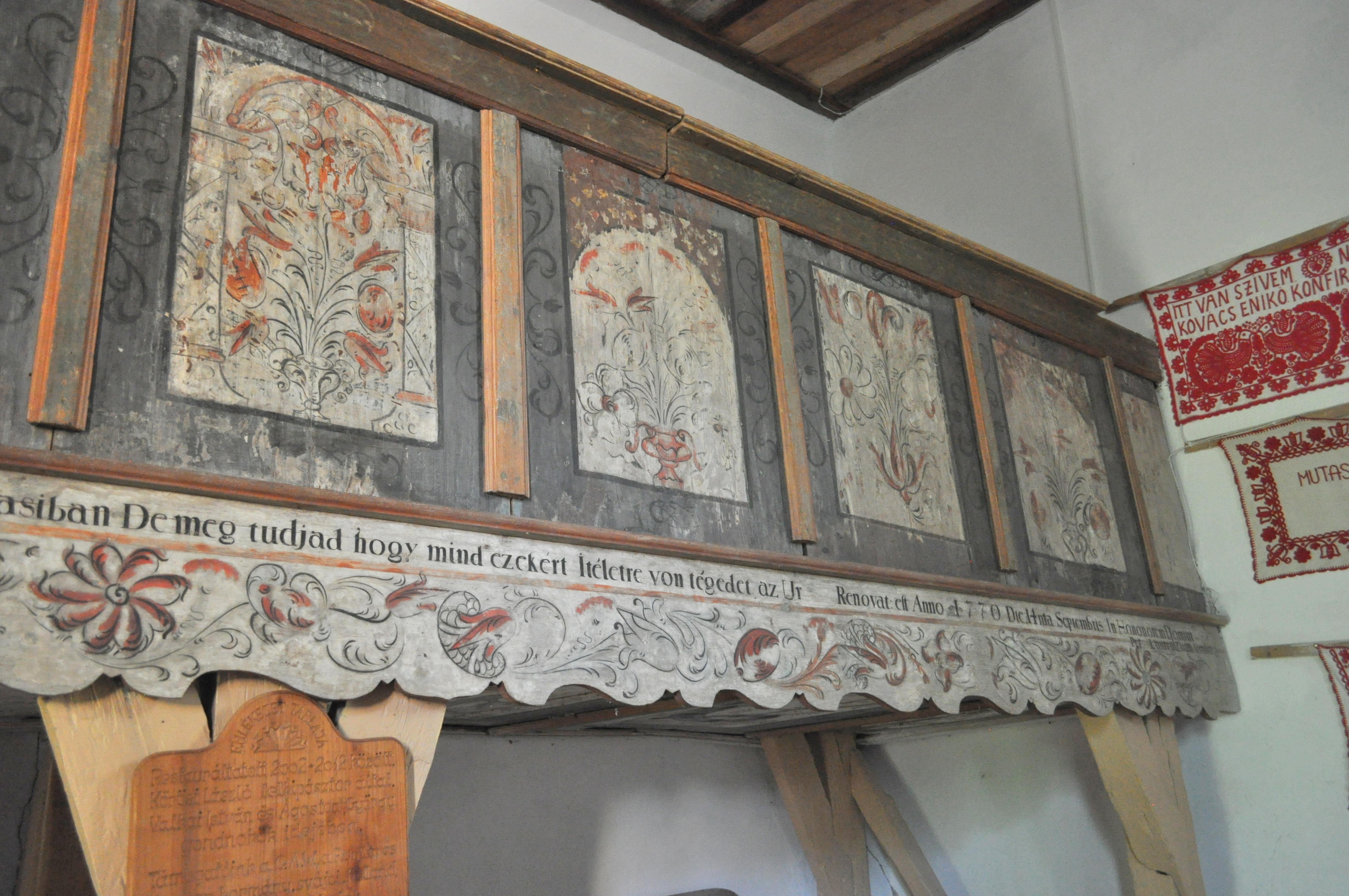
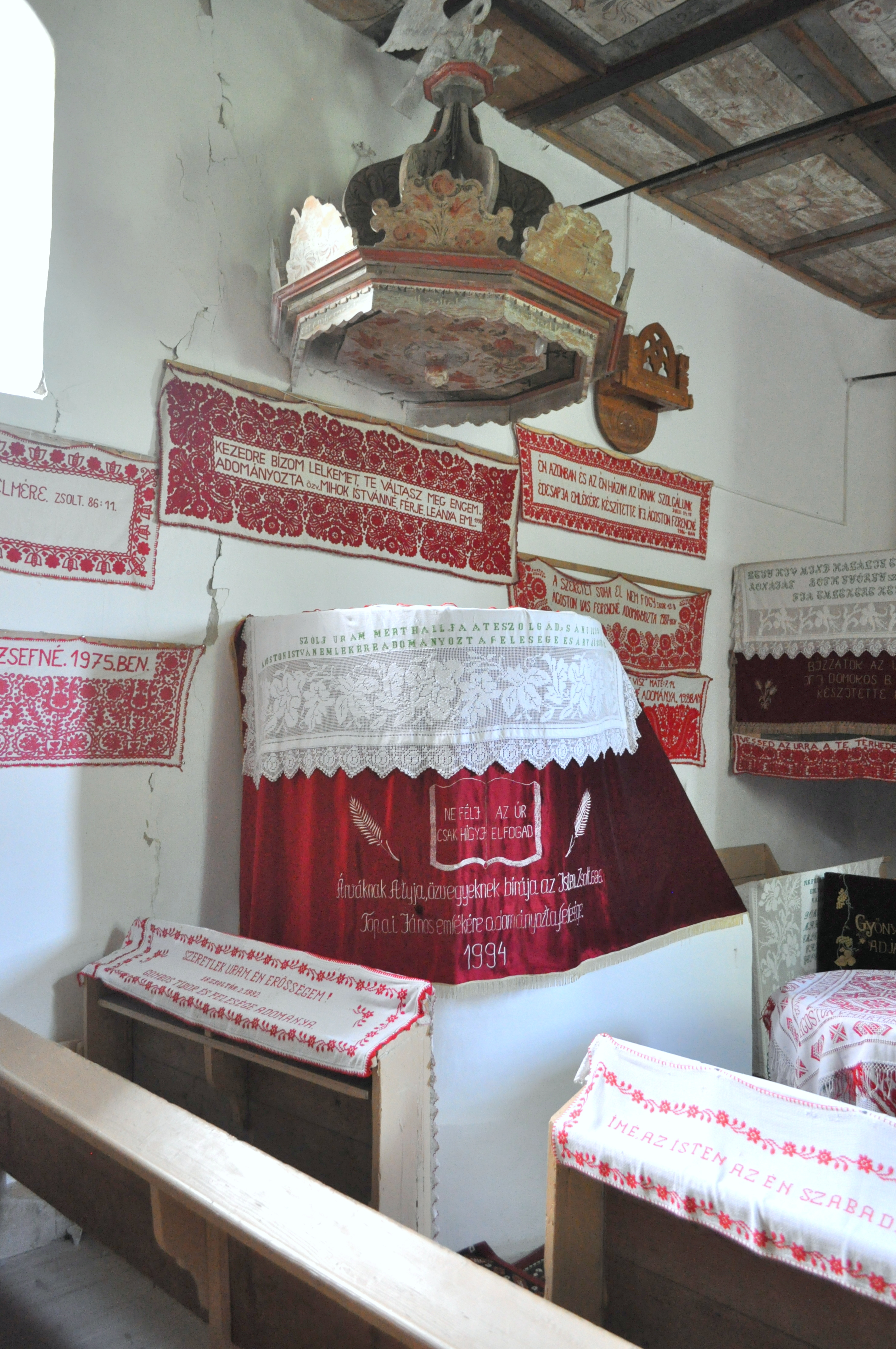
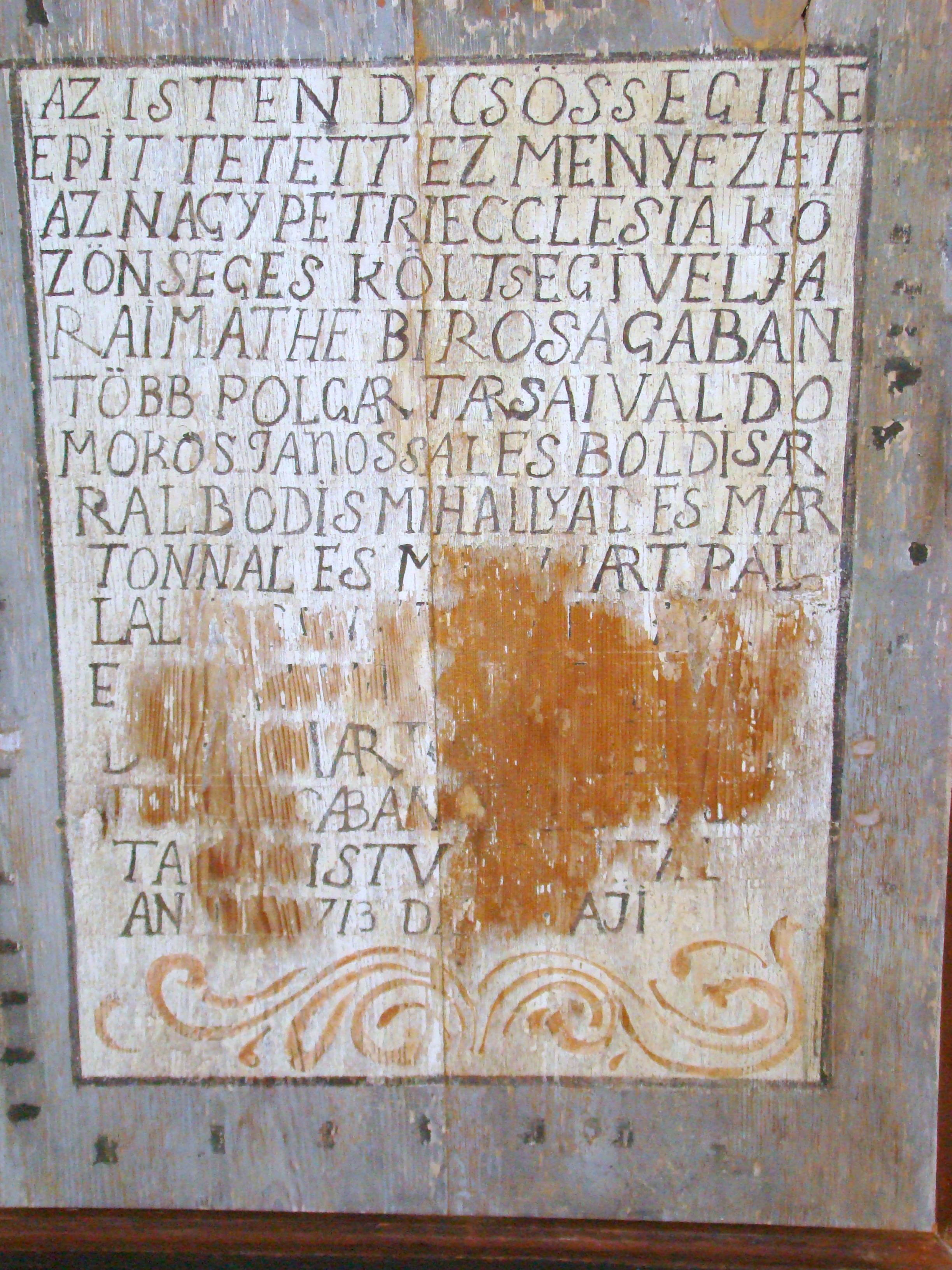
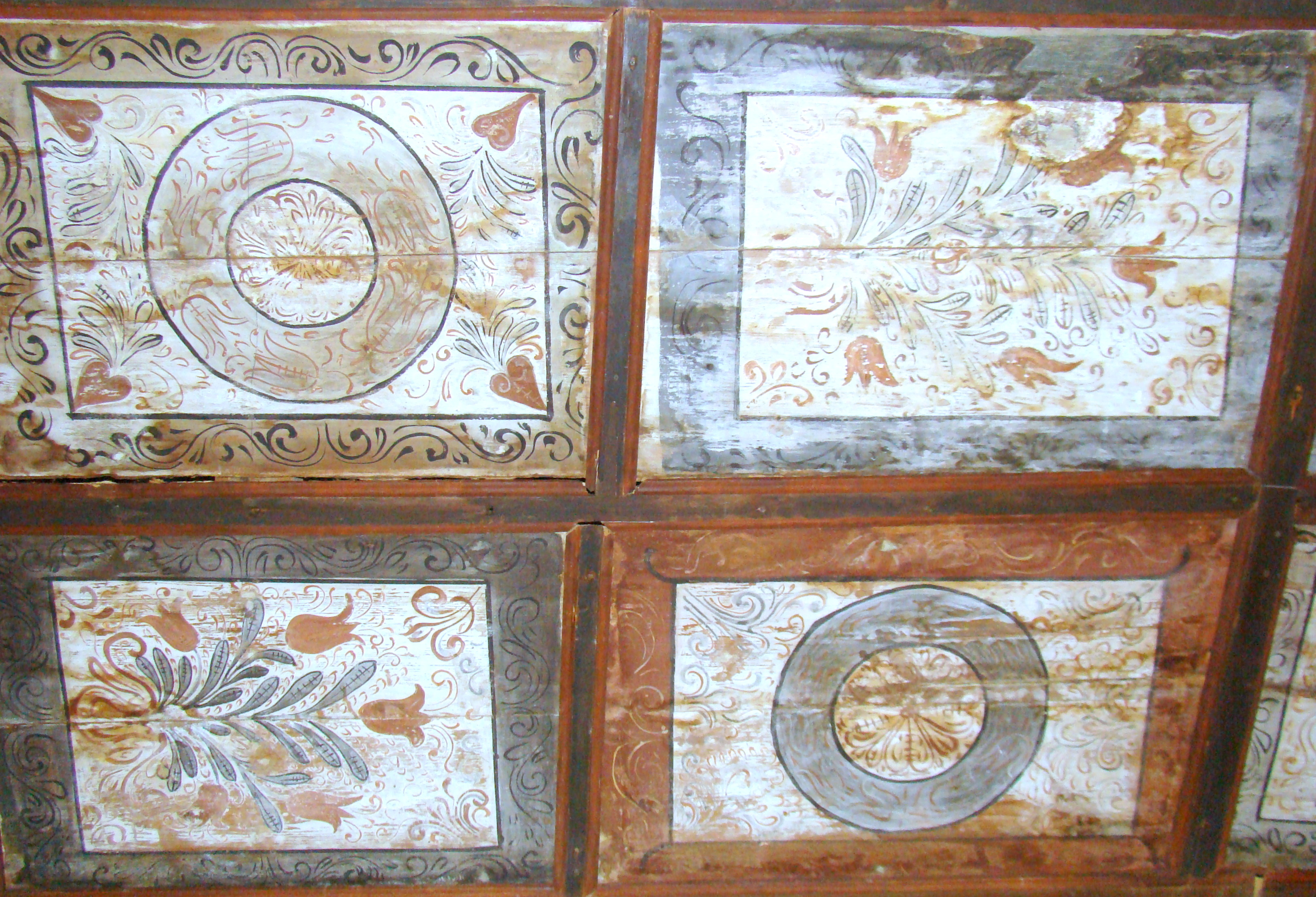
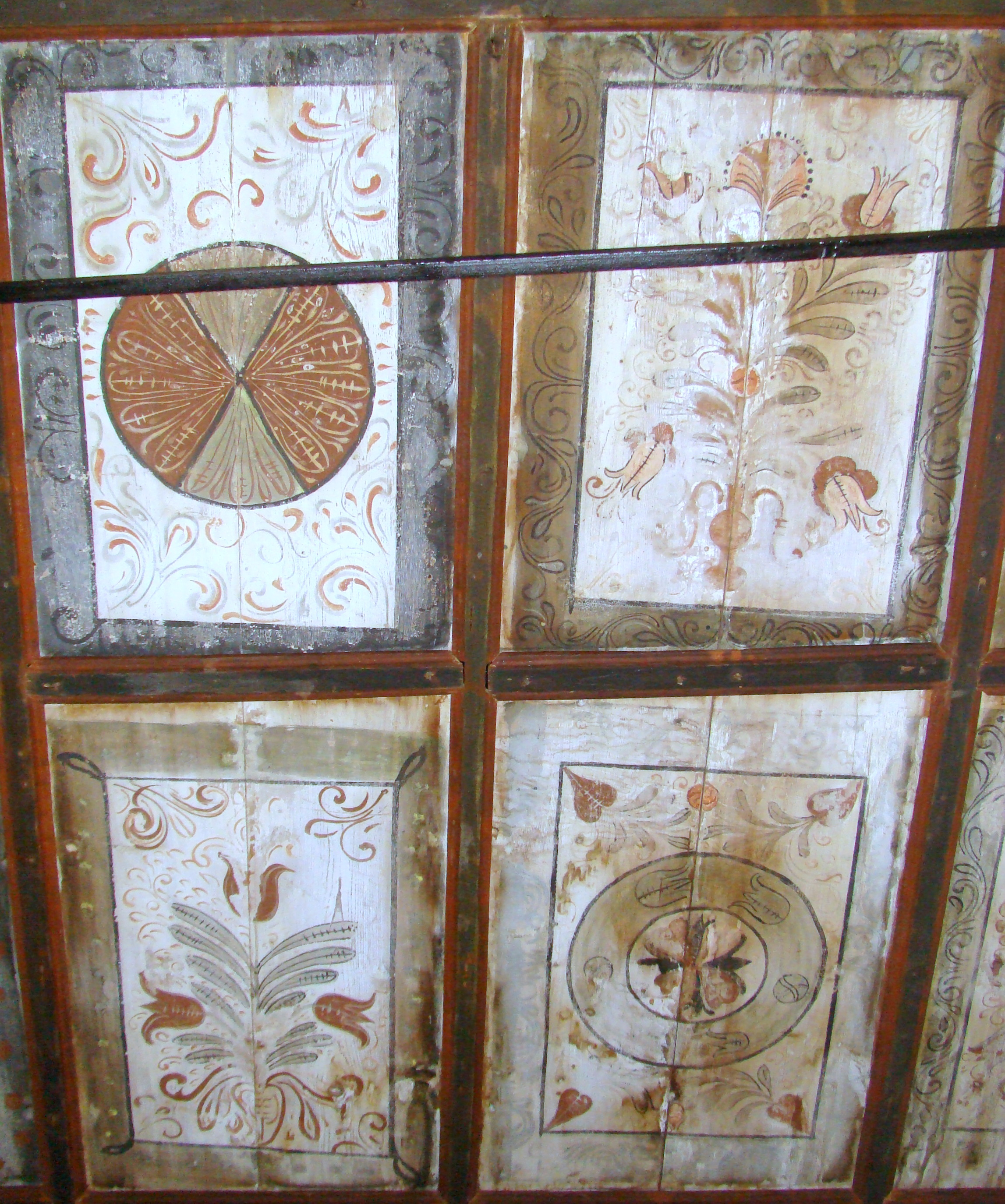
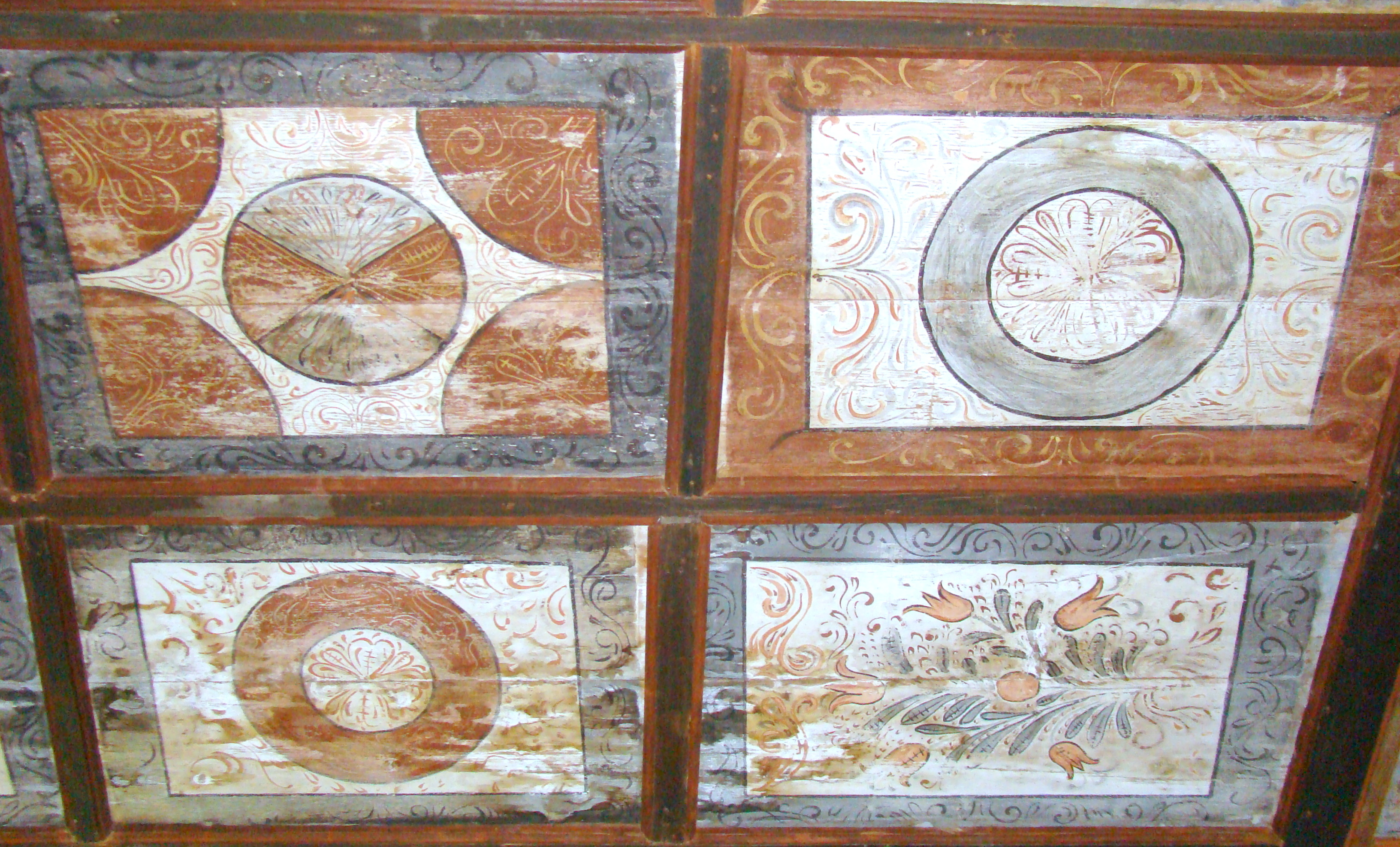
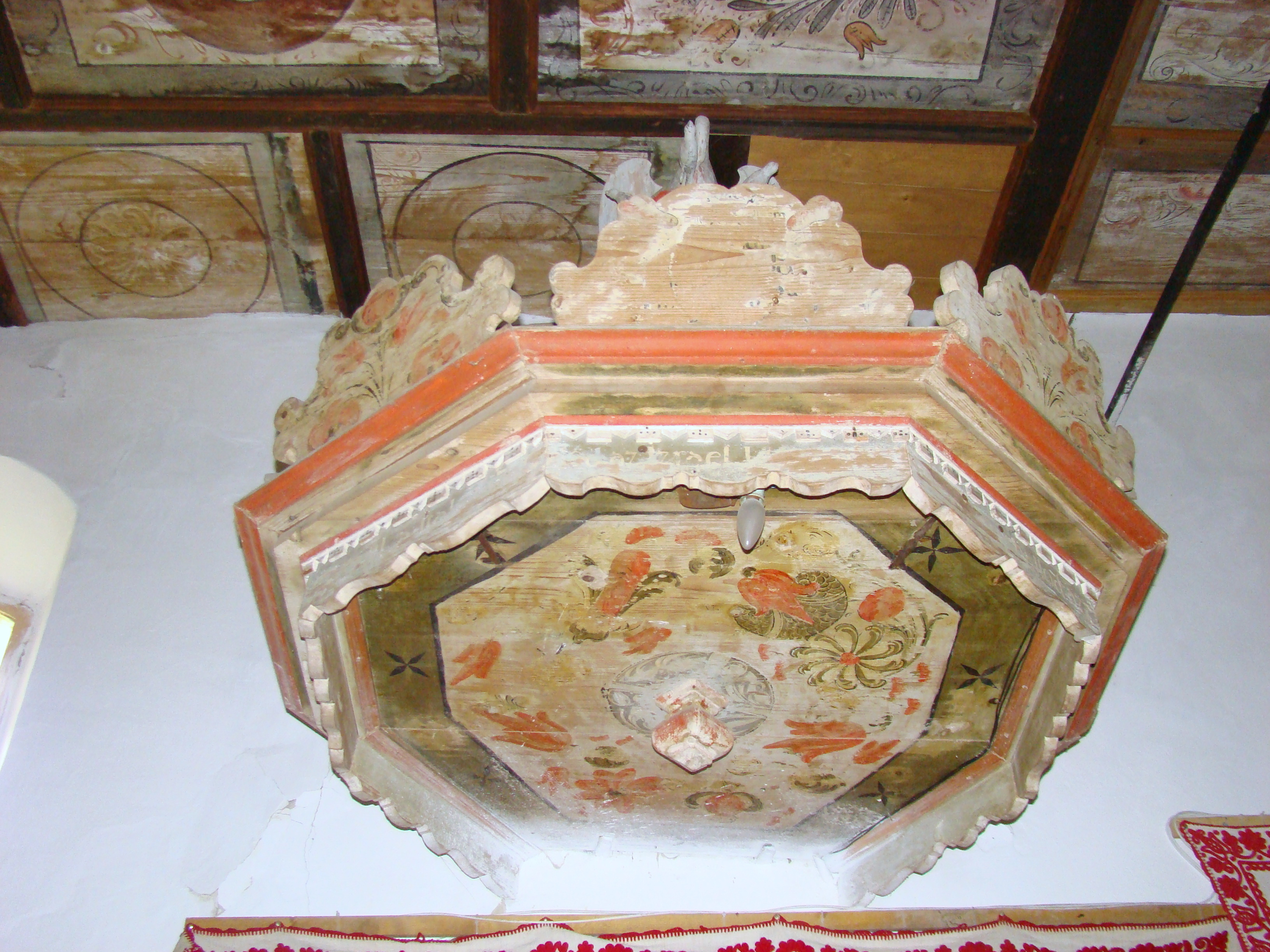
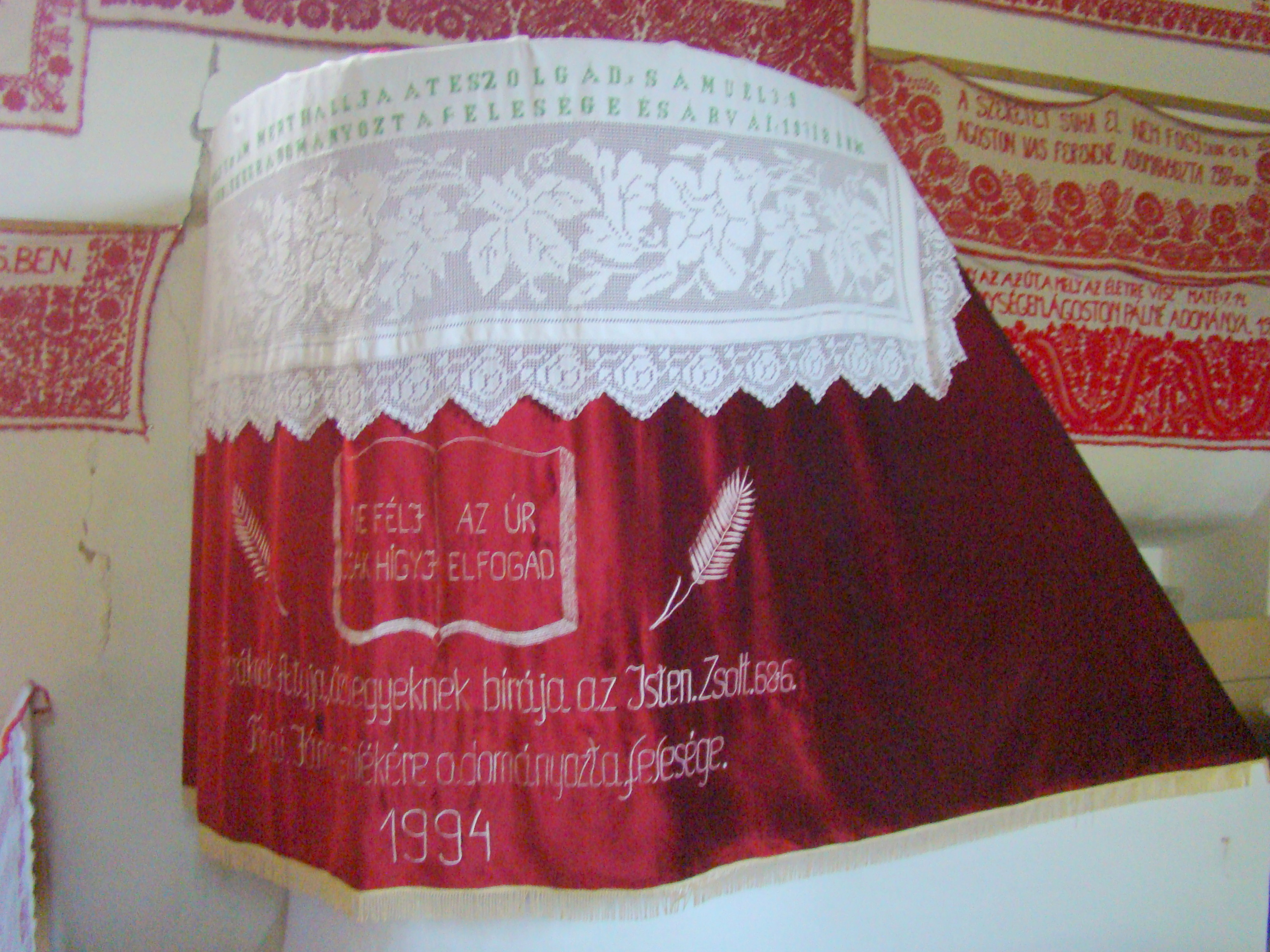
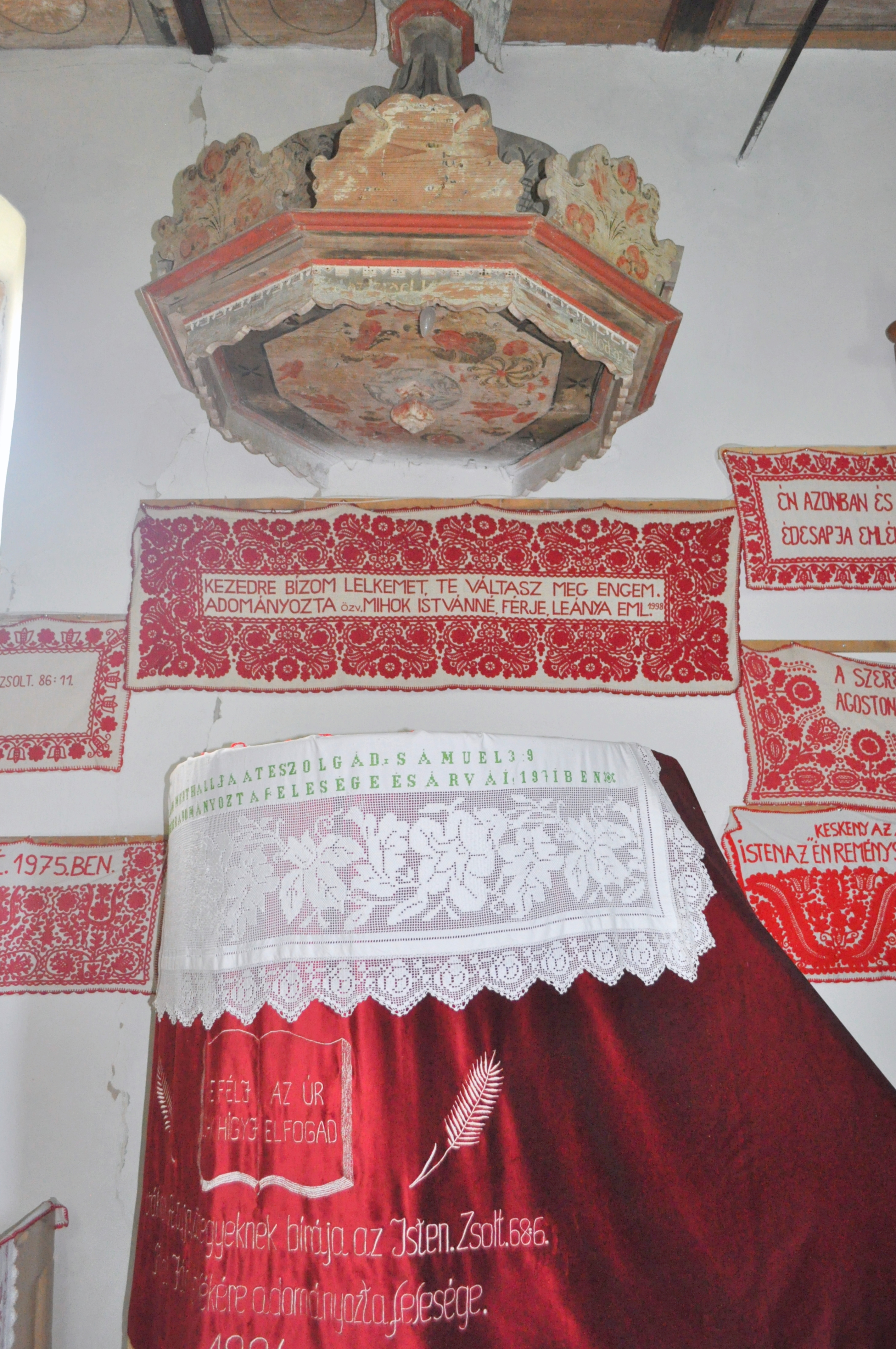
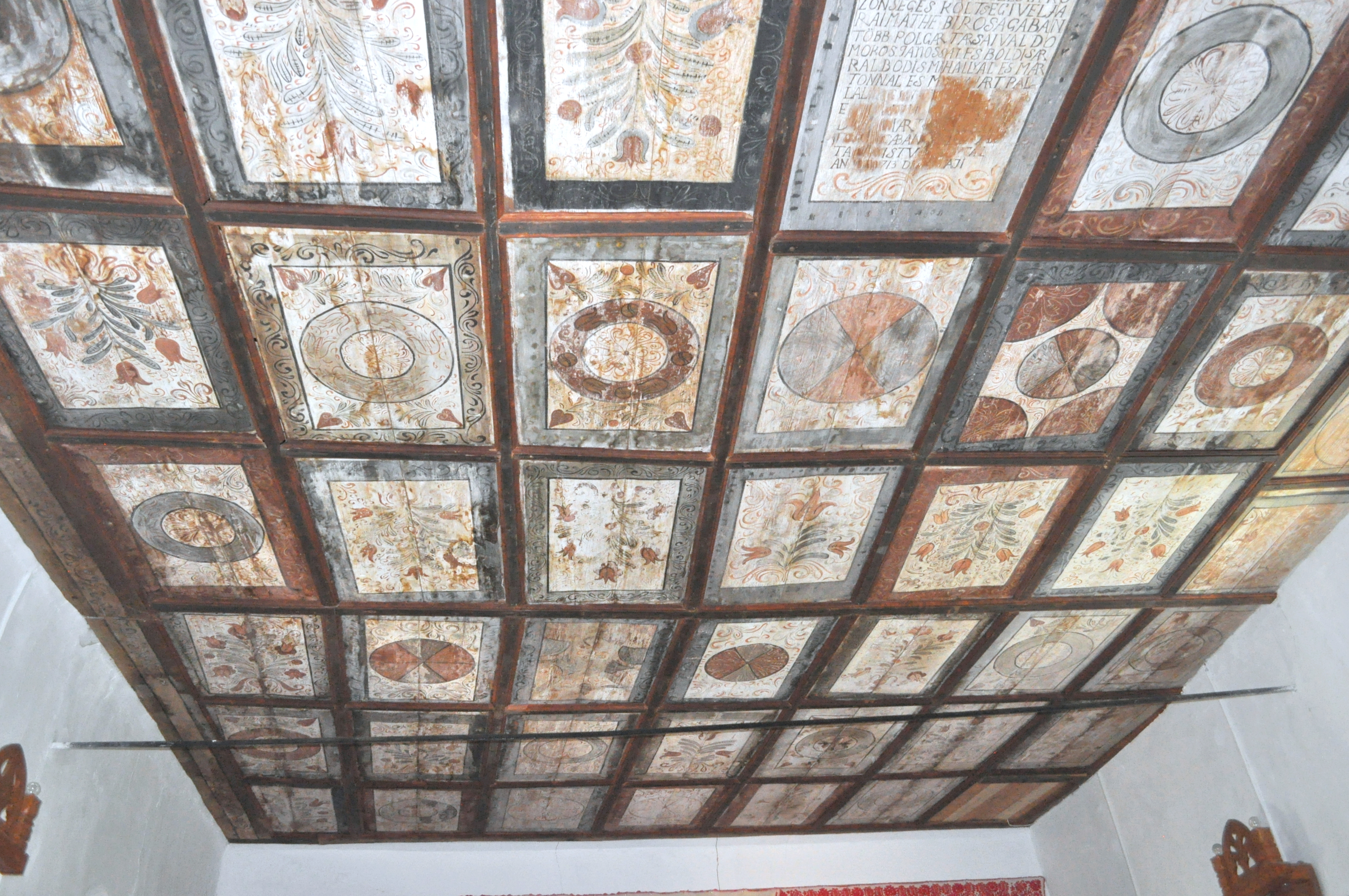